# 2014 w filmie
Wydarzenia filmowe w 2014 roku.

2014 w filmie to 126. rok w historii kinematografii światowej.

## Kalendarium
- styczeń
  -  10 stycznia – 3. ceremonia wręczenia nagród AACTA International
  -  12 stycznia – 71. ceremonia wręczenia Złotych Globów
  -  16 stycznia – 19. ceremonia wręczenia nagród Critics’ Choice
  -  16–26 stycznia – Sundance Film Festival 2014
  -  18 stycznia – 20. ceremonia wręczenia nagród Gildii Aktorów Ekranowych
  -  18–20 stycznia – 12. Międzynarodowy Festiwal Filmów Dokumentalnych o Włodzimierzu Wysockim
  -  19 stycznia – 25. ceremonia wręczenia nagród Gildii Amerykańskich Producentów Filmowych
  -  20 stycznia – 50. ceremonia wręczenia Złotych Żuków
  -  22 stycznia do 2 lutego – 43. Międzynarodowy Festiwal Filmowy w Rotterdamie
  -  25 stycznia – 66. ceremonia wręczenia nagród Gildii Amerykańskich Reżyserów
  -  26 stycznia – 31. ceremonia wręczenia nagród Robert
- luty
  -  1 lutego – 66. ceremonia wręczenia nagród Gildii Amerykańskich Scenarzystów
  -  2–7 lutego – 29. AFF-Era Filmowa w Bydgoszczy
  -  5–8 lutego – 21. Ogólnopolski Festiwal Sztuki Filmowej Prowincjonalia 2014
  -  6–16 lutego – 64. Międzynarodowy Festiwal Filmowy w Berlinie
  -  9 lutego – 28. ceremonia wręczenia nagród Goya
  -  16 lutego – 67. ceremonia wręczenia nagród Brytyjskiej Akademii Filmowej
  -  22 lutego – 21. ceremonia wręczenia nagród Czeski Lew
  -  23 lutego – 18. ceremonia wręczenia Satelitów
  -  28 lutego – 39. ceremonia wręczenia Cezarów
- marzec
  -  1 marca – 29. ceremonia wręczenia Independent Spirit Awards
  -  1 marca – 34. rozdanie nagród Złotych Malin
  -  2 marca – 86. ceremonia wręczenia Oscarów
  -  4–9 marca – 3. Warsaw Fashion Film Festival
  -  10 marca – 16. ceremonia wręczenia Orłów
- kwiecień
  -  1 kwietnia – Węże 2014
  -  13 kwietnia – MTV Movie Awards 2014
- maj
  -  2–11 maja – Off Plus Camera
- czerwiec
  -  19–28 czerwca – 36. Międzynarodowy Festiwal Filmowy w Moskwie
  -  29 czerwca do 6 lipca – XLIII Lubuskie Lato Filmowe
- sierpień
  -  25 sierpnia – 66. ceremonia wręczenia nagród Emmy
  -  27 sierpnia do 6 września – 71. Międzynarodowy Festiwal Filmowy w Wenecji
- wrzesień
  -  15–20 września – 39. Festiwal Filmowy w Gdyni
  -  19–27 września – 62. Międzynarodowy Festiwal Filmowy w San Sebastián
- listopad
  -  6–13 listopada AFI Fest 2014
  -  15–22 listopada, Bydgoszcz, 22. Międzynarodowy Festiwal Sztuki Autorów Zdjęć Filmowych Camerimage
- grudzień
  -  10 grudnia – 29. ceremonia wręczenia Europejskich Nagród Filmowych

## Polskie premiery kinowe

### Filmy produkcji / koprodukcji polskiej
| Data                                        | Tytuł filmu                                       | Kraj   | Reżyseria                                                                            | Obsada |
| ------------------------------------------- | ------------------------------------------------- | ------ | ------------------------------------------------------------------------------------ | --- |
| 10 stycznia 2014(dts)                       | Wkręceni                                          | Polska | Piotr Wereśniak                                                                      | Julia Kamińska, Piotr Adamczyk, Katarzyna Glinka, Benno Fürmann, Kamilla Baar, Dominika Kluźniak |
| 10 stycznia 2014(dts)                       | Biegnij, chłopcze, biegnij                        | /      | Pepe Danquart                                                                        | Zbigniew Zamachowski, Mirosław Baka, Grażyna Szapołowska, Olgierd Łukaszewicz, Elisabeth Duda |
| 17 stycznia 2014(dts)                       | Pod Mocnym Aniołem                                | Polska | Wojciech Smarzowski                                                                  | Robert Więckiewicz, Julia Kijowska, Adam Woronowicz, Jacek Braciak, Kinga Preis, Iwona Wszołkówna |
| 7 lutego 2014(dts)                          | Jack Strong                                       | Polska | Władysław Pasikowski                                                                 | Marcin Dorociński, Maja Ostaszewska, Krzysztof Globisz, Dagmara Domińczyk, Krzysztof Pieczyński |
| 14 lutego 2014(dts)                         | Facet (nie)potrzebny od zaraz                     | Polska | Weronika Migoń                                                                       | Katarzyna Maciąg, Joanna Kulig, Krzysztof Globisz, Łukasz Garlicki, Maciej Stuhr, Paweł Małaszyński                                                                                                   |
| 28 lutego 2014(dts)                         | Nic wielkiego                                     | Polska | Jan Gazicki                                                                          | Monika Dorocińska, Jakub Morawski, Zofia Rodak, Stanisław Rodak, Agata Budzińska, Michał Szubert |
| 7 marca 2014(dts)                           | Kamienie na szaniec                               | Polska | Robert Gliński                                                                       | Tomasz Ziętek, Marcel Sabat, Kamil Szeptycki, Krzysztof Chodorowski, Danuta Stenka, Andrzej Chyra, Artur Żmijewski                                                                                    |
| 14 marca 2014(dts)                          | Obietnica                                         | /      | Anna Kazejak                                                                         | Eliza Rycembel, Nikodem Rozbicki, Mateusz Więcławek, Magdalena Popławska, Dawid Ogrodnik |
| 21 marca 2014(dts)                          | Karol, który został świętym                       | Polska | Grzegorz Sadurski                                                                    | Kamil Tkacz, Andrzej Tkacz, Piotr Fronczewski, Katarzyna Glinka |
| 21 marca 2014(dts)                          | Zabić bobra                                       | Polska | Jan Jakub Kolski                                                                     | Eryk Lubos, Agnieszka Pawełkiewicz, Aleksandra Michael, Marek Kasprzyk, Mariusz Bonaszewski |
| 28 marca 2014(dts)                          | Stacja Warszawa                                   | Polska | Maciej Cuske, Kacper Lisowski, Nenad Miković, Mateusz Rakowicz i Tymon Wyciszkiewicz | Marta Lipińska, Eryk Lubos, Zbigniew Zamachowski, Klara Bielawka, Monika Dryl, Janusz Chabior, Rafał Garnecki, Łukasz Simlat, Andrzej Andrzejewski, Piotr Machalica, Dariusz Siastacz, Barbara Kurzaj |
| 4 kwietnia 2014(dts)                        | Hardkor Disko                                     | Polska | Krzysztof Skonieczny                                                                 | Marcin Kowalczyk, Jaśmina Polak, Agnieszka Wosińska, Janusz Chabior, Ewa Skonieczna |
| 4 kwietnia 2014(dts)                        | Kochanie, chyba cię zabiłem                       | Polska | Kuba Nieścierow                                                                      | Zbigniew Zamachowski, Marcin Korcz, Ireneusz Czop, Arkadiusz Jakubik, Anna Karczmarczyk |
| 11 kwietnia 2014(dts) (27 listopada 1975)   | Zaklęte rewiry                                    | /      | Janusz Majewski                                                                      | Marek Kondrat, Roman Wilhelmi, Roman Skamene, Čestmír Řanda, Michał Pawlicki, Martin Hron |
| 11 kwietnia 2014(dts)                       | Gabriel                                           | Polska | Mikołaj Haremski                                                                     | Sławomir Orzechowski, Tomasz Sapryk, Zbigniew Zamachowski, Krzysztof Globisz, Cezary Kosiński |
| 2 maja 2014(dts)                            | Jan Paweł II – Santo Subito. Świadectwa świętości | /      | Piotr Dziubak                                                                        | film dokumentalny |
| 9 maja 2014(dts)                            | Powstanie Warszawskie                             | Polska | Jan Komasa (pomysł fabuły), Miriam Aleksandrowicz (reżyseria dubbingu)               | Dubbing: Michał Żurawski, Maciej Nawrocki, Mirosław Zbrojewicz, Agnieszka Kunikowska, Ewa Kania |
| 16 maja 2014(dts) (31 grudnia 1992)         | Psy                                               | Polska | Władysław Pasikowski                                                                 | Bogusław Linda, Marek Kondrat, Janusz Gajos, Agnieszka Jaskółka, Zbigniew Zapasiewicz |
| 15 maja 2014(dts)                           | Bella Mia                                         | /      | Martin Duba                                                                          | Petr Forman, Igor Orozovič, Anna Fialová, Zuzana Norisová, Zuzana Norisová, Břetislav Rychlík, David Bonaventura, Lukáš Kůrka                                                                         |
| 16 maja 2014(dts)                           | Jaskółka                                          | Polska | Bartosz Warwas                                                                       | Marcin Włodarski, Ewa Kustusz, Barbara Dembińska, Michał Staszczak, Bronisław Wrocławski |
| 21 maja 2014(dts)                           | Mocna kawa wcale nie jest taka zła                | Polska | Aleksander Pietrzak                                                                  | Marian Dziędziel, Wojciech Mecwaldowski, Dorota Pomykała, Ireneusz Kozioł, Kuba Muranowicz |
| 23 maja 2014(dts)                           | Karuzela                                          | Polska | Robert Wichrowski                                                                    | Mikołaj Roznerski, Karolina Kominek, Mateusz Janicki, Maria Pawłowska, Małgorzata Zajączkowska |
| 23 maja 2014(dts)                           | Mundial. Gra o wszystko                           | Polska | Michał Bielawski                                                                     | Zbigniew Boniek, Dariusz Szpakowski, Tomasz Wołek, Antoni Piechniczek, Włodzimierz Zientarski |
| 30 maja 2014(dts)                           | Dżej Dżej                                         | Polska | Maciej Pisarek                                                                       | Borys Szyc, Justyna Sieniawska, Jan Wieczorkowski, Bartłomiej Firlet, Paweł Burczyk, Krzysztof Pluskota                                                                                               |
| 13 czerwca 2014(dts)                        | Tomasz Ossoliński. Before the show                | Polska | Judyta Fibiger                                                                       | film dokumentalny |
| 13 czerwca 2014(dts) (28 stycznia 1969)     | Wszystko na sprzedaż                              | Polska | Andrzej Wajda                                                                        | Beata Tyszkiewicz, Elżbieta Czyżewska, Andrzej Łapicki, Daniel Olbrychski, Witold Holtz, Małgorzata Potocka, Elżbieta Kępińska, Bogumił Kobiela                                                       |
| 11 lipca 2014(dts) (19 sierpnia 1969)       | Polowanie na muchy                                | Polska | Andrzej Wajda                                                                        | Zygmunt Malanowicz, Małgorzata Braunek, Hanna Skarżanka, Ewa Skarżanka, Józef Pieracki, Daniel Olbrychski, Irena Dziedzic, Leszek Drogosz                                                             |
| 8 sierpnia 2014(dts)                        | Drużyna                                           | Polska | Michał Bielawski                                                                     | film dokumentalny |
| 8 sierpnia 2014(dts) (19 października 1970) | Rejs                                              | Polska | Marek Piwowski                                                                       | Stanisław Tym, Zdzisław Maklakiewicz, Jan Himilsbach, Jolanta Lothe, Wanda Stanisławska-Lothe, Jerzy Dobrowolski, Andrzej Dobosz, Feridun Erol                                                        |
| 15 sierpnia 2014(dts)                       | Bobry                                             | Polska | Hubert Gotkowski                                                                     | Borys Szyc, Justyna Sieniawska, Jan Wieczorkowski, Bartłomiej Firlet, Paweł Burczyk, Krzysztof Pluskota                                                                                               |
| 26 sierpnia 2014(dts)                       | Droga wolna!                                      | Polska | Tomasz Mielcarz Grzegorz Ruzik Jarosław Szablewski                                   | film dokumentalny |
| 5 września 2014(dts)                        | Małe stłuczki                                     | Polska | Aleksandra Gowin Ireneusz Grzyb                                                      | Helena Sujecka, Agnieszka Pawełkiewicz, Szymon Czacki, Maria Maj, Katarzyna Bargiełowska, Ilona Bartosińska, Agnieszka Dulęba-Kasza, Justyna Wasilewska                                               |
| 19 września 2014(dts)                       | Miasto 44                                         | Polska | Jan Komasa                                                                           | Józef Pawłowski, Zofia Wichłacz, Anna Próchniak, Maurycy Popiel, Antoni Królikowski |
| 26 września 2014(dts)                       | Efekt domina                                      | /      | Elwira Niewiera Piotr Rosołowski                                                     | film dokumentalny |
| 26 września 2014(dts)                       | Gulbinowicz (film)                                | Polska | Krzysztof Kunert Jolanta Krysowata                                                   | film dokumentalny |
| 3 października 2014(dts)                    | Służby specjalne                                  | Polska | Patryk Vega                                                                          | Olga Bołądź, Janusz Chabior, Wojciech Zieliński, Kamilla Baar-Kochańska, Paweł Domagała, Olga Bołądź, Łukasz Garlicki, Weronika Książkiewicz, Maciej Musiał, Anna Dereszowska                         |
| 3 października 2014(dts) (2 września 1974)  | Potop                                             | Polska | Jerzy Hoffman                                                                        | Daniel Olbrychski, Małgorzata Braunek, Tadeusz Łomnicki, Kazimierz Wichniarz, Władysław Hańcza, Ryszard Filipski, Leszek Teleszyński, Wiesława Mazurkiewicz                                           |
| 10 października 2014(dts)                   | Bogowie                                           | Polska | Łukasz Palkowski                                                                     | Tomasz Kot, Piotr Głowacki, Szymon Piotr Warszawski, Magdalena Czerwińska, Rafał Zawierucha, Marta Ścisłowicz, Karolina Piechota, Wojciech Solarz                                                     |
| 17 października 2014(dts)                   | Jeziorak                                          | Polska | Michał Otłowski                                                                      | Jowita Budnik, Sebastian Fabijański, Mariusz Bonaszewski, Michał Żurawski, Łukasz Simlat, Maria Chwalibóg, Stanisław Brudny                                                                           |
| 24 października 2014(dts)                   | Zbliżenia                                         | Polska | Magdalena Piekorz                                                                    | Joanna Orleańska, Łukasz Simlat, Ewa Wiśniewska, Andrzej Seweryn, Henryk Talar, Małgorzata Niemirska, Jacek Braciak, Władysław Kowalski                                                               |
| 24 października 2014(dts)                   | Huba                                              | /      | Wilhelm Sasnal Anna Sasnal                                                           | Joanna Drozda, Joanna Drozda, Wojciech Słowik, Anna Łącka-Szczygieł, Krzysztof Pabian |
| 31 października 2014(dts)                   | Matteo                                            | Polska | Michał Kondrat                                                                       | film dokumentalny |
| 7 listopada 2014(dts)                       | Dzień dobry, kocham cię!                          | Polska | Ryszard Zatorski                                                                     | Aleksy Komorowski, Barbara Kurdej-Szatan, Paweł Domagała, Olga Bołądź, Łukasz Garlicki, Weronika Książkiewicz, Maciej Musiał, Anna Dereszowska                                                        |
| 7 listopada 2014(dts)                       | Obywatel                                          | Polska | Jerzy Stuhr                                                                          | Jerzy Stuhr, Maciej Stuhr, Magdalena Boczarska, Sonia Bohosiewicz, Janusz Gajos, Barbara Horawianka, Cezary Kosiński, Violetta Arlak                                                                  |
| 7 listopada 2014(dts)                       | Gottland                                          | /      | Lukáš Kokeš Petr Hátle i in.                                                         | Eva Lecchiová, Vlastimil Čaněk, Barbora Havlásková, Jan Vondráček, Jaroslava Pokorná, Jenovéfa Boková, Stanislav Majer, Aleš Michalčík                                                                |
| 21 listopada 2014(dts)                      | Serce, Serduszko                                  | Polska | Jan Jakub Kolski                                                                     | Maria Blandzi, Julia Kijowska, Marcin Dorociński, Gabriela Muskała, Borys Szyc, Maja Komorowska, Franciszek Pieczka, Lidia Bogaczówna                                                                 |
| 21 listopada 2014(dts)                      | Sen o Warszawie                                   | Polska | Krzysztof Magowski                                                                   | film dokumentalny |
| 21 listopada 2014(dts)                      | Karolina                                          | Polska | Dariusz Regucki                                                                      | Marlena Burian, Karol Olszewski, Barbara Duda, Maciej Słota, Piotr Cyrwus, Jerzy Trela, Dorota Pomykała, Anna Radwan                                                                                  |
| 21 listopada 2014(dts)                      | Totart, czyli odzyskiwanie rozumu                 | Polska | Bartosz Paduch                                                                       | film dokumentalny |
| 28 listopada 2014(dts)                      | Czasem śnię, że latam                             | Polska | Aneta Popiel-Machnicka                                                               | film dokumentalny |
| 5 grudnia 2014(dts)                         | Obce ciało                                        | /      | Krzysztof Zanussi                                                                    | Riccardo Leonelli, Agnieszka Grochowska, Agata Buzek, Weronika Rosati, Ewa Krasnodębska, Sławomir Orzechowski, Chulpan Khamatova, Stanisława Celińska                                                 |
| 25 grudnia 2014(dts)                        | Pani z przedszkola                                | Polska | Marcin Krzyształowicz                                                                | Łukasz Simlat, Agata Kulesza, Adam Woronowicz, Karolina Gruszka, Krystyna Janda, Marian Dziędziel, Cezary Morawski, India Dudek                                                                       |

### Pozostałe produkcje filmowe

#### styczeń[1]
| Premiera             | Premiera    | Tytuł filmu                           | Kraj              | Reżyseria                   | Obsada |
| Światowa             | W Polsce    | Tytuł filmu                           | Kraj              | Reżyseria                   | Obsada |
| -------------------- | ----------- | ------------------------------------- | ----------------- | --------------------------- | --- |
| 16 października 2013 | 3 stycznia  | Smak życia 3, czyli chińska układanka | Francja           | Cédric Klapisch             | Kelly Reilly, Romain Duris, Audrey Tautou, Sandrine Holt, Flore Bonaventura                                                            |
| 18 grudnia 2013      | 3 stycznia  | Wędrówki z dinozaurami 3D             | /                 | Barry Cook Neil Nightingale | Polski dubbing: Mateusz Narloch, Jan Aleksandrowicz-Krasko, Bartosz Opania, Bartosz Obuchowicz, Paweł Ciołkosz, Lidia Sadowa           |
| 25 grudnia 2013      | 3 stycznia  | Wilk z Wall Street                    | Stany Zjednoczone | Martin Scorsese             | Matthew McConaughey, Jon Favreau, Chris Riggi                                                                                          |
| 8 lutego 2013        | 10 stycznia | Długie i szczęśliwe życie             | Rosja             | Boris Chlebnikow            | Aleksandr Jacenko, Anna Kotowa, Władimir Korobiejnikow                                                                                 |
| 26 września 2013     | 10 stycznia | Skubani                               | Stany Zjednoczone | Jimmy Hayward               | Polski dubbing: Cezary Pazura, Piotr Fronczewski, Barbara Kałużna                                                                      |
| 9 grudnia 2013       | 10 stycznia | 47 roninów                            | Stany Zjednoczone | Carl Rinsch                 | Keanu Reeves, Hiroyuki Sanada, Kô Shibasaki, Tadanobu Asano                                                                            |
| 25 grudnia 2013      | 10 stycznia | Nimfomanka – Część I                  | /                 | Lars von Trier              | Charlotte Gainsbourg, Stellan Skarsgård, Stacy Martin, Shia LaBeouf, Christian Slater, Jamie Bell, Uma Thurman, Willem Dafoe, Mia Goth |
| 12 listopada 2012    | 17 stycznia | Niebiańskie żony Łąkowych Maryjczyków | Rosja             | Aleksiej Fiedorczenko       | Julija Aug, Jana Jesipowicz, Wasilij Domraczow, Daria Jekamasowa                                                                       |
| 6 stycznia 2013      | 17 stycznia | Molier na rowerze                     | Francja           | Philippe Le Guay            | Lambert Wilson, Fabrice Luchini, Maya Sansa, Sonia Laroze                                                                              |
| 5 października 2013  | 17 stycznia | Sekretne życie Waltera Mitty          | Stany Zjednoczone | Ben Stiller                 | Ben Stiller, Kristen Wiig, Adam Scott, Shirley MacLaine, Kathryn Hahn                                                                  |
| 17 listopada 2013    | 17 stycznia | Robaczki z Zaginionej Doliny          | /                 | Thomas Szabo Hélène Giraud  | film animowany |
| 16 kwietnia 1988     | 24 stycznia | Grobowiec świetlików                  | Japonia           | Isao Takahata               | film animowany |
| 11 września 2012     | 24 stycznia | Hannah Arendt                         | /                 | Margarethe von Trotta       | Barbara Sukowa, Axel Milberg, Julia Jentsch, Ulrich Noethen, Michael Degen                                                             |
| 10 czerwca 2013      | 24 stycznia | Za tych, co na morzu                  | Wielka Brytania   | Paul Wright                 | George MacKay, Kate Dickie, Michael Smiley, Nichola Burley                                                                             |
| 9 września 2013      | 24 stycznia | Sierpień w hrabstwie Osage            | Stany Zjednoczone | John Wells                  | Meryl Streep, Julia Roberts, Ewan McGregor, Abigail Breslin, Chris Cooper                                                              |
| 24 października 2013 | 24 stycznia | Ratując pana Banksa                   | /                 | John Lee Hancock            | Tom Hanks, Emma Thompson, Colin Farrell, Paul Giamatti, B.J. Novak                                                                     |
| 18 grudnia 2013      | 24 stycznia | Justin Bieber’s Believe               | Stany Zjednoczone | Jon M. Chu                  | Justin Bieber, Scooter Braun, Ryan Good, Usher Raymond, Jeremy Bieber                                                                  |
| 1 stycznia 2014      | 24 stycznia | Paranormal Activity: Naznaczeni       | Stany Zjednoczone | Christopher Landon          | Molly Ephraim, Eddie J. Fernandez, Andrew Jacobs, Richard Cabral, Carlos Pratts                                                        |
| 16 stycznia 2014     | 24 stycznia | Ja, Frankenstein                      | /                 | Stuart Beattie              | Aaron Eckhart, Bill Nighy, Yvonne Strahovski, Miranda Otto, Socratis Otto                                                              |
| 16 maja 2013         | 31 stycznia | Heli                                  | /                 | Amat Escalante              | Armando Espitia, Linda González, Juan Eduardo Palacios, Andrea Vergara                                                                 |
| 20 czerwca 2013      | 31 stycznia | Piłkarzyki rozrabiają                 | /                 | Juan José Campanella        | Polski dubbing: Dariusz Szpakowski, Tomasz Zimoch, Arkadiusz Jakubik, Jarosław Boberek, Dominika Kluźniak, Cezary Pazura               |
| 30 sierpnia 2013     | 31 stycznia | Zniewolony. 12 Years a Slave          | /                 | Steve McQueen               | Chiwetel Ejiofor, Michael Fassbender, Benedict Cumberbatch, Paul Dano                                                                  |
| 3 października 2013  | 31 stycznia | Złodziejka książek                    | Stany Zjednoczone | Brian Percival              | Geoffrey Rush, Emily Watson, Sophie Nélisse, Nico Liersch, Ben Schnetzer                                                               |
| 12 grudnia 2013      | 31 stycznia | American Hustle                       | Stany Zjednoczone | David O. Russell            | Christian Bale, Bradley Cooper, Amy Adams, Jeremy Renner, Jennifer Lawrence                                                            |
| 25 grudnia 2013      | 31 stycznia | Nimfomanka – Część II                 | /                 | Lars von Trier              | Charlotte Gainsbourg, Stellan Skarsgård, Stacy Martin, Shia LaBeouf, Christian Slater, Jamie Bell, Uma Thurman, Willem Dafoe, Mia Goth |
| 15 stycznia 2014     | 31 stycznia | Jack Ryan: Teoria chaosu              | /                 | Kenneth Branagh             | Chris Pine, Kevin Costner, Kenneth Branagh, Keira Knightley, Nonso Anozie                                                              |

#### luty[2]
| Premiera             | Premiera  | Tytuł filmu                      | Kraj              | Reżyseria                | Obsada                                                                               |
| Światowa             | W Polsce  | Tytuł filmu                      | Kraj              | Reżyseria                | Obsada                                                                               |
| -------------------- | --------- | -------------------------------- | ----------------- | ------------------------ | ------------------------------------------------------------------------------------ |
| 30 września 2012     | 7 lutego  | Goltzius and the Pelican Company | /                 | Peter Greenaway          | Ramsey Nasr, F. Murray Abraham, Halina Reijn, Lars Eidinger, Flavio Parenti          |
| 7 lutego 2013        | 7 lutego  | Matterhorn                       | Holandia          | Diederik Ebbinge         | René van ’t Hof, Ton Kas, Porgy Franssen, Ariane Schluter, Elise Schaap              |
| 21 maja 2013         | 7 lutego  | Wielkie piękno                   | /                 | Paolo Sorrentino         | Toni Servillo, Carlo Verdone, Sabrina Ferilli, Carlo Buccirosso, Pamela Villoresi    |
| 1 listopada 2013     | 7 lutego  | Wykapany ojciec                  | Stany Zjednoczone | Ken Scott                | Vince Vaughn, Chris Pratt, Cobie Smulders, Andrzej Blumenfeld, Simon Delaney         |
| 30 stycznia 2014     | 7 lutego  | RoboCop                          | Stany Zjednoczone | José Padilha             | Joel Kinnaman, Gary Oldman, Michael Keaton, Abbie Cornish, Jackie Earle Haley        |
| 6 lutego 2014        | 7 lutego  | Lego: Przygoda                   | /                 | Phil Lord i Chris Miller | Dubbing: Morgan Freeman, Elizabeth Banks, Liam Neeson, Will Ferrell                  |
| 20 grudnia 2012      | 14 lutego | Jezus mnie kocha                 | Niemcy            | Florian David Fitz       | Florian David Fitz, Jessica Schwarz, Palina Rojinski, Hannelore Elsner               |
| 19 maja 2013         | 14 lutego | Smak curry                       | /                 | Ritesh Batra             | Irrfan Khan, Nimrat Kaur, Nawazuddin Siddiqui, Denzil Smith, Lillete Dubey           |
| 12 października 2013 | 14 lutego | Ona                              | Stany Zjednoczone | Spike Jonze              | Joaquin Phoenix, Amy Adams, Rooney Mara, Scarlett Johansson, Olivia Wilde            |
| 21 maja 2013         | 14 lutego | Anioł Śmierci                    | /                 | Lucía Puenzo             | Àlex Brendemühl, Florencia Bado, Natalia Oreiro, Diego Peretti, Elena Roger          |
| 13 lutego 2014       | 14 lutego | Miłość bez końca                 | Stany Zjednoczone | Shana Feste              | Alex Pettyfer, Gabriella Wilde, Robert Patrick, Emma Rigby, Rhys Wakefield           |
| 13 lutego 2014       | 14 lutego | Zimowa opowieść                  | Stany Zjednoczone | Akiva Goldsman           | Colin Farrell, Jessica Brown Findlay, Jennifer Connelly, William Hurt, Russell Crowe |
| 30 czerwca 2012      | 21 lutego | Mężczyzna prawie idealny         | Norwegia          | Martin Lund              | Henrik Rafaelsen, Janne Heltberg Haarseth, Tov Sletta, Per Kjerstad, Tore Sagen      |
| 15 lutego 2013       | 21 lutego | Rodzinka nie z tej Ziemi         | /                 | Callan Brunker           | Dubbing: Jessica Alba, Sarah Jessica Parker, Brendan Fraser, James Gandolfini        |
| 31 sierpnia 2013     | 21 lutego | Tajemnica Filomeny               | Wielka Brytania   | Stephen Frears           | Judi Dench, Steve Coogan, Sophie Kennedy Clark, Mare Winningham                      |
| 9 września 2013      | 21 lutego | Masz talent                      | /                 | David Frankel            | Julie Walters, Colm Meaney, Mackenzie Crook, James Corden, Jemima Rooper             |
| 19 lutego 2014       | 21 lutego | Pompeje                          | Niemcy            | Paul W.S. Anderson       | Kit Harington, Carrie-Anne Moss, Emily Browning, Adewale Akinnuoye-Agbaje            |
| 19 lutego 2014       | 21 lutego | 72 godziny                       | Stany Zjednoczone | McG                      | Kevin Costner, Hailee Steinfeld, Amber Heard, Connie Nielsen, Richard Sammel         |
| 31 sierpnia 2012     | 28 lutego | Scena zbrodni                    | /                 | Joshua Oppenheimer       | Anwar Congo, Adi Zulkadry, Jusuf Kalla, Safit Pardede, Yapto Soerjosoemarno          |
| 17 maja 2013         | 28 lutego | Nieznajomy nad jeziorem          | Francja           | Alain Guiraudie          | Pierre de Ladonchamps, Christophe Paou, Patrick d’Assumçao, Jérôme Chappatte         |
| 19 maja 2013         | 28 lutego | Co jest grane, Davis?            | /                 | Joel i Ethan Coenowie    | Oscar Isaac, Carey Mulligan, John Goodman, Garrett Hedlund, Justin Timberlake        |
| 19 maja 2013         | 28 lutego | Borgman                          | Holandia          | Alex van Warmerdam       | Jan Bijvoet, Hadewych Minis, Jeroen Perceval, Alex van Warmerdam, Elve Lijbaart      |
| 29 stycznia 2014     | 28 lutego | Ten niezręczny moment            | Stany Zjednoczone | Tom Gormican             | Zac Efron, Imogen Poots, Miles Teller, Michael B. Jordan, Alysia Reiner              |
| 7 lutego 2014        | 28 lutego | Obrońcy skarbów                  | /                 | George Clooney           | George Clooney, Matt Damon, Bill Murray, John Goodman, Jean Dujardin                 |
| 26 lutego 2014       | 28 lutego | Non-Stop                         | /                 | Jaume Collet-Serra       | Liam Neeson, Julianne Moore, Michelle Dockery, Anson Mount, Lupita Nyong’o           |

#### marzec[3]
| Premiera             | Premiera | Tytuł filmu                      | Kraj              | Reżyseria                       | Obsada                                                                              |
| Światowa             | W Polsce | Tytuł filmu                      | Kraj              | Reżyseria                       | Obsada                                                                              |
| -------------------- | -------- | -------------------------------- | ----------------- | ------------------------------- | ----------------------------------------------------------------------------------- |
| 8 lutego 1951        | 7 marca  | Cud w Mediolanie                 | Włochy            | Vittorio De Sica                | Emma Gramatica, Franesco Golisano, Paolo Stoppa, Alba Arnova, Anna Carena           |
| 21 kwietnia 2013     | 7 marca  | Duże złe wilki                   | Izrael            | Aharon Keszales Nawot Papuszado | Li’or Aszkenazi, Rotem Keinan, Cachi Grad, Dow Glickman, Menasze Noj                |
| 25 maja 2013         | 7 marca  | Tylko kochankowie przeżyją       | /                 | Jim Jarmusch                    | Tom Hiddleston, Tilda Swinton, Mia Wasikowska, John Hurt, Anton Yelchin             |
| 25 października 2013 | 7 marca  | Blue Highway                     | Stany Zjednoczone | Kyle Smith                      | Kerry Bishé, Dillon Porter, Kyle Rouse, Charla Cochran, Bernadette Chapman          |
| 8 stycznia 2014      | 7 marca  | Pan Peabody i Sherman            | Stany Zjednoczone | Rob Minkoff                     | Dubbing: Ty Burrell, Max Charles, Ariel Winter, Stephen Colbert, Leslie Mann        |
| 5 marca 2014         | 7 marca  | 300: Początek imperium           | Stany Zjednoczone | Noam Murro                      | Sullivan Stapleton, Eva Green, Lena Headey, Hans Matheson, Rodrigo Santoro          |
| 5 marca 2014         | 7 marca  | What the Fuck?                   | Francja           | Raphaël Frydman                 | Rémi Gaillard, Nicole Ferroni, Alban Ivanov, Sylvain Katan, Franc Bruneau           |
| 11 lutego 2013       | 14 marca | Pozycja dziecka                  | Rumunia           | Călin Peter Netzer              | Luminița Gheorghiu, Bogdan Dumitrache, Nataşa Raab, Florin Zamfirescu               |
| 7 września 2013      | 14 marca | Witaj w klubie                   | Stany Zjednoczone | Jean-Marc Vallée                | Matthew McConaughey, Jennifer Garner, Jared Leto, Denis O’Hare, Steve Zahn          |
| 21 listopada 2013    | 14 marca | Ocalony                          | Stany Zjednoczone | Peter Berg                      | Mark Wahlberg, Taylor Kitsch, Emile Hirsch, Ben Foster, Yousuf Azami, Eric Bana     |
| 3 stycznia 2013      | 21 marca | Ojciec Szpiler                   | Chorwacja         | Vinko Brešan                    | Krešimir Mikić, Niksa Butijer, Marija Škaričić, Jadranka Djokic, Dražen Kühn        |
| 9 lutego 2013        | 21 marca | Shirley – wizje rzeczywistości   | Austria           | Gustav Deutsch                  | Stephanie Cumming, Christoph Bach, Florentín Groll, Elfriede Irrall, Tom Hanslmaier |
| 10 lutego 2014       | 21 marca | Nauka spadania                   | /                 | Pascal Chaumeil                 | Pierce Brosnan, Toni Collette, Imogen Poots, Aaron Paul, Rosamund Pike              |
| 12 lutego 2014       | 21 marca | Akademia wampirów                | Stany Zjednoczone | Mark Waters                     | Zoey Deutch, Lucy Fry, Daniła Kozłowski, Dominic Sherwood, Cameron Monaghan         |
| 12 marca 2014        | 21 marca | Need for Speed                   | Stany Zjednoczone | Scott Waugh                     | Aaron Paul, Dominic Cooper, Michael Keaton, Imogen Poots, Kid Cudi                  |
| 20 marca 2014        | 21 marca | Muppety: Poza prawem             | Stany Zjednoczone | James Bobin                     | Ricky Gervais, Ty Burrell, Tina Fey, Salma Hayek, Tom Hiddleston, Christoph Waltz   |
| 13 marca 2014        | 26 marca | Kapitan Ameryka: Zimowy żołnierz | Stany Zjednoczone | Anthony i Joe Russo             | Chris Evans, Scarlett Johansson, Samuel L. Jackson, Sebastian Stan                  |
| 23 września 2012     | 28 marca | Artysta i modelka                | Hiszpania         | Fernando Trueba                 | Claudia Cardinale, Jean Rochefort, Aida Folch, Chus Lampreave, Götz Otto            |
| 6 lutego 2014        | 28 marca | Grand Budapest Hotel             | /                 | Wes Anderson                    | Tony Revolori, Ralph Fiennes, F. Murray Abraham, Edward Norton, Mathieu Amalric     |
| 26 marca 2014        | 28 marca | Noe: Wybrany przez Boga          | Stany Zjednoczone | Darren Aronofsky                | Russell Crowe, Emma Watson, Jennifer Connelly, Anthony Hopkins, Logan Lerman        |

#### kwiecień[4]
| Premiera         | Premiera    | Tytuł filmu                             | Kraj              | Reżyseria                        | Obsada |
| Światowa         | W Polsce    | Tytuł filmu                             | Kraj              | Reżyseria                        | Obsada |
| ---------------- | ----------- | --------------------------------------- | ----------------- | -------------------------------- | --- |
| 22 lutego 2013   | 4 kwietnia  | Sarila                                  | Kanada            | Nancy Florence Savard            | Dubbing: Christopher Plummer, Rachelle Lefèvre, Dustin Milligan, Geneviève Bujold                                                         |
| 9 maja 2013      | 4 kwietnia  | Droga do zapomnienia                    | /                 | Jonathan Teplitzky               | Colin Firth, Nicole Kidman, Stellan Skarsgård, Jeremy Irvine, Hiroyuki Sanada                                                             |
| 7 czerwca 2013   | 4 kwietnia  | Test na życie                           | Stany Zjednoczone | Chris Mason Johnson              | Kevin Clarke, Kristoffer Cusick, Scott Marlowe, Matthew Risch, Damon K. Sperber                                                           |
| 28 lutego 2014   | 4 kwietnia  | Syn Boży                                | Stany Zjednoczone | Christopher Spencer              | Diogo Morgado, Roma Downey, Greg Hicks, Adrian Schiller, Sebastian Knapp                                                                  |
| 30 marca 2014    | 4 kwietnia  | Niezgodna                               | Stany Zjednoczone | Neil Burger                      | Shailene Woodley, Theo James, Ashley Judd, Ray Stevenson, Zoë Kravitz                                                                     |
| 25 grudnia 1925  | 11 kwietnia | Pancernik Potiomkin                     |                   | Siergiej Eisenstein              | Aleksandr Antonow, Władimir Barski, Grigorij Aleksandrow, Iwan Bobrow                                                                     |
| 7 września 2012  | 11 kwietnia | Namiętność                              | /                 | Brian De Palma                   | Rachel McAdams, Noomi Rapace, Karoline Herfurth, Paul Anderson, Rainer Bock                                                               |
| 20 maja 2013     | 11 kwietnia | Kiedy umieram                           | Stany Zjednoczone | James Franco                     | James Franco, Tim Blake Nelson, Jim Parrack, Ahna O’Reilly, Brady Permenter                                                               |
| 1 sierpnia 2013  | 11 kwietnia | Snowpiercer: Arka przyszłości           | /                 | Bong Joon-ho                     | Chris Evans, Kang-ho Song, Tilda Swinton, Jamie Bell, Octavia Spencer, Ed Harris                                                          |
| 2 września 2013  | 11 kwietnia | Locke                                   | /                 | Steven Knight                    | Tom Hardy, Bill Milner, Alice Lowe, Lee Ross, Kirsty Dillon, Silas Carson                                                                 |
| 4 kwietnia 2014  | 11 kwietnia | 13 grzechów                             | Stany Zjednoczone | Daniel Stamm                     | Tom Bower, Donny Boaz, Deneen Tyler, Christopher Berry, Sabrina Gennarino                                                                 |
| 16 kwietnia 2014 | 16 kwietnia | Niebo istnieje... naprawdę              | Stany Zjednoczone | Randall Wallace                  | Kelly Reilly, Greg Kinnear, Jacob Vargas, Nancy Sorel, Mike Mohrhardt, Darcy Fehr                                                         |
| 28 maja 2013     | 18 kwietnia | Pierwszy wschód słońca                  | Stany Zjednoczone | Chris Michael Birkmeier          | Kyle Wigent, Tanner Rittenhouse, Adam Fane, Jake Andrews, Steve Casillas                                                                  |
| 3 lipca 2012     | 25 kwietnia | Oh, Boy!                                | Niemcy            | Jan-Ole Gerster                  | Tom Schilling, Marc Hosemann, Friederike Kempter, Justus von Dohnányi                                                                     |
| 12 lutego 2013   | 25 kwietnia | Camille Claudel, 1915                   | Francja           | Bruno Dumont                     | Juliette Binoche, Jean-Luc Vincent, Robert Leroy, Emmanuel Kauffman                                                                       |
| 16 maja 2013     | 25 kwietnia | Salvo. Ocalony                          | /                 | Antonio Piazza Fabio Grassadonia | Saleh Bakri, Carolina Crescentini, Luigi Lo Cascio, Sara Serraiocco, Giuditta Perriera, Mario Pupella, Redouane Behache, Jacopo Menicagli |
| 24 maja 2013     | 25 kwietnia | Imigrantka                              | Stany Zjednoczone | James Gray                       | Marion Cotillard, Joaquin Phoenix, Jeremy Renner, Dagmara Domińczyk                                                                       |
| 7 września 2013  | 25 kwietnia | Amazonia. Przygody małpki Sai           | /                 | Thierry Ragobert                 | film dokumentalno-przygodowy |
| 25 grudnia 2013  | 25 kwietnia | Medicus                                 | Niemcy            | Philipp Stölzl                   | Tom Payne, Stellan Skarsgård, Olivier Martinez, Emma Rigby, Ben Kingsley                                                                  |
| 16 kwietnia 2014 | 25 kwietnia | Niesamowity Spider-Man 2                | Stany Zjednoczone | Marc Webb                        | Andrew Garfield, Emma Stone, Jamie Foxx, Paul Giamatti, Sally Field                                                                       |
| 23 kwietnia 2014 | 25 kwietnia | Inna kobieta                            | Stany Zjednoczone | Nick Cassavetes                  | Cameron Diaz, Leslie Mann, Kate Upton, Nikolaj Coster-Waldau, Madison McKinley                                                            |
| 23 kwietnia 2014 | 25 kwietnia | Brick Mansions. Najlepszy z najlepszych | /                 | Camille Delamarre                | David Belle, Paul Walker, Gouchy Boy, Ayisha Issa, Benoit Priest, Tristan D. Lalla                                                        |

#### maj[5]
| Premiera             | Premiera | Tytuł filmu                              | Kraj              | Reżyseria                    | Obsada                                                                              |
| Światowa             | W Polsce | Tytuł filmu                              | Kraj              | Reżyseria                    | Obsada                                                                              |
| -------------------- | -------- | ---------------------------------------- | ----------------- | ---------------------------- | ----------------------------------------------------------------------------------- |
| 29 kwietnia 2013     | 9 maja   | Chore ptaki umierają łatwo               | /                 | Nicholas Fackler             | Nicholas Fackler, Ross Brockley, Dana Altman, Emily Sutterlin, David Matysiak       |
| 7 września 2013      | 9 maja   | Casanova po przejściach                  | Stany Zjednoczone | John Turturro                | Woody Allen, Sharon Stone, John Turturro, Sofía Vergara, Liev Schreiber             |
| 9 września 2013      | 9 maja   | Szukając Vivian Maier                    | Stany Zjednoczone | John Maloof i Charlie Siskel | film dokumentalny                                                                   |
| 19 marca 2014        | 9 maja   | Rio 2                                    | /                 | Carlos Saldanha              | Dubbing: Anne Hathaway, Jesse Eisenberg, Will i Am, Jamie Foxx, George Lopez        |
| 16 kwietnia 2014     | 9 maja   | Transcendencja                           | /                 | Wally Pfister                | Johnny Depp, Rebecca Hall, Paul Bettany, Kate Mara, Cillian Murphy, Clifton Collins |
| 8 maja 2014          | 9 maja   | Sąsiedzi                                 | Stany Zjednoczone | Nicholas Stoller             | Seth Rogen, Zac Efron, Rose Byrne, Dave Franco, Lisa Kudrow, Chasty Ballesteros     |
| 2 września 2013      | 16 maja  | Tom                                      | Francja           | Xavier Dolan                 | Xavier Dolan, Pierre-Yves Cardinal, Lise Roy, Evelyne Brochu, Jacques Lavallée      |
| 10 lutego 2014       | 16 maja  | Obywatel roku                            | Norwegia          | Hans Petter Moland           | Stellan Skarsgård, Bruno Ganz, Pål Sverre Hagen, Atle Antonsen, Kåre Conradi        |
| 14 marca 2014        | 16 maja  | Grace księżna Monako                     | /                 | Olivier Dahan                | Nicole Kidman, Milo Ventimiglia, Tim Roth, Parker Posey, Paz Vega, Frank Langella   |
| 14 maja 2014         | 16 maja  | Godzilla                                 | /                 | Gareth Edwards               | Aaron Johnson, Ken Watanabe, Elizabeth Olsen, Juliette Binoche, David Strathairn    |
| 8 stycznia 2014      | 23 maja  | Yves Saint Laurent                       | Francja           | Jalil Lespert                | Pierre Niney, Guillaume Gallienne, Charlotte Lebon, Laura Smet, Marie De Villepin   |
| 11 kwietnia 2014     | 23 maja  | Mów mi Vincent                           | Stany Zjednoczone | Theodore Melfi               | Bill Murray, Naomi Watts, Melissa McCarthy, Terrence Howard, Chris O’Dowd           |
| 9 maja 2014          | 23 maja  | Czarnoksiężnik z Oz: Powrót Dorotki      | Stany Zjednoczone | Dan St. Pierre i Will Finn   | Dubbing: Lea Michele, Hugh Dancy, Dan Aykroyd, Kelsey Grammer, James Belushi        |
| 21 maja 2014         | 23 maja  | X-Men: Przeszłość, która nadejdzie       | Stany Zjednoczone | Bryan Singer                 | James McAvoy, Michael Fassbender, Jennifer Lawrence, Hugh Jackman, Ellen Page       |
| 11 sierpnia 2013     | 30 maja  | Wilgotne miejsca                         | Niemcy            | David Wnendt                 | Carla Juri, Christoph Letkowski, Meret Becker, Axel Milberg, Peri Baumeister        |
| 19 września 2013     | 30 maja  | Chłopaki ze Wschodu                      | Francja           | Robin Campillo               | Olivier Rabourdin, Kirill Emelyanov, Daniil Vorobyov, Edéa Darcque                  |
| 31 października 2013 | 30 maja  | Paganini: Uczeń diabła                   | /                 | Bernard Rose                 | David Garrett, Jared Harris, Joely Richardson, Christian McKay, Veronica Ferres     |
| 28 maja 2014         | 30 maja  | Czarownica                               | Stany Zjednoczone | Robert Stromberg             | Angelina Jolie, Elle Fanning, Juno Temple, Brenton Thwaites, Sharlto Copley         |
| 28 maja 2014         | 30 maja  | Na skraju jutra                          | Stany Zjednoczone | Doug Liman                   | Tom Cruise, Emily Blunt, Jeremy Piven, Bill Paxton, Madeleine Mantock               |
| 29 maja 2014         | 30 maja  | Milion sposobów, jak zginąć na Zachodzie | Stany Zjednoczone | Seth MacFarlane              | Seth MacFarlane, Charlize Theron, Amanda Seyfried, Giovanni Ribisi, Liam Neeson     |

#### czerwiec[6]
| Premiera         | Premiera   | Tytuł filmu                 | Kraj              | Reżyseria        | Obsada                                                                          |
| Światowa         | W Polsce   | Tytuł filmu                 | Kraj              | Reżyseria        | Obsada                                                                          |
| ---------------- | ---------- | --------------------------- | ----------------- | ---------------- | ------------------------------------------------------------------------------- |
| 19 stycznia 2014 | 6 czerwca  | Bardzo poszukiwany człowiek | /                 | Anton Corbijn    | Philip Seymour Hoffman, Willem Dafoe, Robin Wright, Rachel McAdams              |
| 5 czerwca 2014   | 6 czerwca  | Gwiazd naszych wina         | Stany Zjednoczone | Josh Boone       | Shailene Woodley, Ansel Elgort, Willem Dafoe, Laura Dern, Lotte Verbeek         |
| 18 maja 2013     | 13 czerwca | Jak ojciec i syn            | Japonia           | Hirokazu Koreeda | Masaharu Fukuyama, Machiko Ono, Yoko Maki, Rirî Furankî, Jun Fubuki, Kirin Kiki |
| 20 czerwca 2014  | 20 czerwca | Jak wytresować smoka 2      | Stany Zjednoczone | Dean DeBlois     | Dubbing: Jay Baruchel, America Ferrera, Gerard Butler, Craig Ferguson           |
| 20 czerwca 2014  | 20 czerwca | Jersey Boys                 | Stany Zjednoczone | Clint Eastwood   | John Lloyd Young, Erich Bergen, Vincent Piazza, Christopher Walken              |
| 20 czerwca 2014  | 20 czerwca | Na końcu tęczy              | /                 | Christian Ditter | Lily Collins, Sam Claflin, Tamsin Egerton, Suki Waterhouse, Jaime Winstone      |
| 20 czerwca 2014  | 20 czerwca | Noc oczyszczenia: Anarchia  | Stany Zjednoczone | James DeMonaco   | Michael K. Williams, Carmen Ejogo, Zach Gilford, Kiele Sanchez, Frank Grillo    |
| 11 kwietnia 2014 | 27 czerwca | Zanim zasnę                 | Wielka Brytania   | Rowan Joffé      | Nicole Kidman, Colin Firth, Mark Strong, Anne-Marie Duff, Dean-Charles Chapman  |
| 20 czerwca 2014  | 27 czerwca | Transformers: Wiek zagłady  | /                 | Michael Bay      | Jack Reynor, Nicola Peltz, Mark Wahlberg, Stanley Tucci, Kelsey Grammer         |

#### lipiec[7]
| Premiera             | Premiera | Tytuł filmu                 | Kraj              | Reżyseria         | Obsada |
| Światowa             | W Polsce | Tytuł filmu                 | Kraj              | Reżyseria         | Obsada |
| -------------------- | -------- | --------------------------- | ----------------- | ----------------- | --- |
| 21 września 2012     | 4 lipca  | Czerwony i niebieski        | Włochy            | Giuseppe Piccioni | Margherita Buy, Riccardo Scamarcio, Roberto Herlitzka, Silvia D’Amico, Gene Gnocchi, Davide Giordano, Elena Lietti, Nina Torresi |
| 3 stycznia 2014      | 4 lipca  | Gang wiewióra               | /                 | Peter Lepeniotis  | Will Arnett, Brendan Fraser, Liam Neeson, Katherine Heigl, Stephen Lang                                                          |
| 22 maja 2014         | 4 lipca  | Rodzinne rewolucje          | Stany Zjednoczone | Frank Coraci      | Adam Sandler, Drew Barrymore |
| 21 listopada 2013    | 4 lipca  | Uciekinier z Nowego Jorku   | /                 | Michael Obert     | Louis Sarno, Samedi Mathurin Bokombe, Jim Jarmusch, Brad Connor                                                                  |
| 7 września 2013      | 4 lipca  | Zacznijmy od nowa           | Stany Zjednoczone | John Carney       | Keira Knightley, Mark Ruffalo, Hailee Steinfeld, Adam Levine                                                                     |
| 2 lipca 2014         | 4 lipca  | Zbaw nas ode złego          | Stany Zjednoczone | Scott Derrickson  | Eric Bana, Édgar Ramírez, Olivia Munn, Chris Coy                                                                                 |
| 26 czerwca 2014      | 11 lipca | Ewolucja planety małp       | Stany Zjednoczone | Matt Reeves       | Andy Serkis, Jason Clarke, Gary Oldman, Keri Russell                                                                             |
| 26 czerwca 2014      | 11 lipca | Frank                       | /                 | Lenny Abrahamson  | film animowany |
| 11 października 2013 | 11 lipca | Kertu – miłość jest ślepa   | Estonia           | Ilmar Raag        | Ursula Ratasepp, Mait Malmsten, Leila Säälik, Külliki Saldre, Peeter Tammearu, Piret Laurimaa, Aarne Mägi, Ene Järvis            |
| 26 lutego 2014       | 11 lipca | Przychodzi facet do lekarza | /                 | Dany Boon         | Dany Boon, Kad Merad, Alice Pol, Jean-Yves Berteloot                                                                             |
| 18 czerwca 2014      | 18 lipca | Noc oczyszczenia: Anarchia  | Stany Zjednoczone | James DeMonaco    | Cortney Palm, Zach Gilford, Michael K. Williams, Frank Grillo                                                                    |
| 29 czerwca 2014      | 18 lipca | Po ślubie                   | /                 | Jan Hřebejk       | Anna Geislerová, Stanislav Majer, Jiří Černý, Kristýna Nováková, David Máj, Jirí Sesták, Jana Radojčičová, Stéphanie Murat       |
| 12 stycznia 2014     | 18 lipca | Pożądanie                   | Francja           | Lisa Azuelos      | Sophie Marceau, François Cluzet, Lisa Azuelos, Alexandre Astier, Arthur Benzaquen, Jonathan Cohen, Niels Schneider, Matej Zikán  |
| 15 lipca 2014        | 11 lipca | Samoloty 2                  | Stany Zjednoczone | Roberts Gannaway  | film animowany |
| 9 lipca 2014         | 18 lipca | Step Up: All In             | Stany Zjednoczone | Trish Sie         | Ryan Guzman, Briana Evigan, Adam Sevani, Misha Gabriel Hamilton, Stephen Boss, Stephen Stevo Jones, David Shreibman, Mari Koda   |
| 20 maja 2013         | 18 lipca | Więzy krwi                  | /                 | Guillaume Canet   | Clive Owen, Billy Crudup, Marion Cotillard, Mila Kunis, Zoe Saldaña, Matthias Schoenaerts, James Caan, Noah Emmerich             |
| 23 lipca 2014        | 25 lipca | Herkules                    | Stany Zjednoczone | Brett Ratner      | Dwayne Johnson, Ian McShane, John Hurt, Rufus Sewell                                                                             |
| 12 września 1957     | 25 lipca | Król w Nowym Jorku          | Wielka Brytania   | Charles Chaplin   | Charles Chaplin, Maxine Audley, Jerry Desmonde, Oliver Johnston, Dawn Addams, Sidney James, Joan Ingram, Michael Chaplin         |
| 1 czerwca 2012       | 25 lipca | Nasrine                     | Wielka Brytania   | Tina Gharavi      | Mischa Sadeghi, Shiraz Haq, Christian Coulson, Nicole Halls, Steven Hooper, Darren Palmer, Katherine Henderson, Amir Boutrous    |
| 7 marca 2014         | 25 lipca | Szef                        | Stany Zjednoczone | Jon Favreau       | Jon Favreau, John Leguizamo, Bobby Cannavale, Emjay Anthony, Scarlett Johansson, Dustin Hoffman, Sofía Vergara, Olivier Platt    |

#### sierpień[8]
| Premiera             | Premiera    | Tytuł filmu                 | Kraj              | Reżyseria                                   | Obsada |
| Światowa             | W Polsce    | Tytuł filmu                 | Kraj              | Reżyseria                                   | Obsada |
| -------------------- | ----------- | --------------------------- | ----------------- | ------------------------------------------- | --- |
| 29 września 2013     | 1 sierpnia  | ''Bank Lady''               | Niemcy            | Christian Alvart                            | Nadeshda Brennicke, Charly Hübner, Ken Duken, Andreas Schmidt, Heinz Hoenig, Henny Reents, Niels-Bruno Schmidt, Jürgen Schornagel           |
| 12 września 2013     | 1 sierpnia  | ''Nie ma tego złego...''    | Kanada            | Jeremiah S. Chechik                         | Ryan Kwanten, Sara Canning, Ryan McPartlin, Kristen Hager, James A. Woods, Raoul Bhaneja, Jennifer Baxter, Will Sasso                       |
| 6 listopada 2013     | 1 sierpnia  | ''Podejrzany: Ai Weiwei''   | /                 | Andreas Johnsen                             | Ai Weiwei |
| 21 lipca 2014        | 1 sierpnia  | Strażnicy galaktyki         | Stany Zjednoczone | James Gunn                                  | Chris Pratt, Zoe Saldaña, Dave Bautista, Bradley Cooper, Vin Diesel, Karen Gillan, Lee Pace, Benicio del Toro                               |
| 16 lipca 2014        | 1 sierpnia  | Sekstaśma                   | Stany Zjednoczone | Jake Kasdan                                 | Cameron Diaz, Jason Segel, Rob Corddry, Ellie Kemper                                                                                        |
| 17 października 2013 | 1 sierpnia  | ''Tarzan. Król dżungli''    | Niemcy            | Reinhard Klooss                             | Kellan Lutz, Spencer Locke, Anton Zetterholm, Les Bubb, Mark Deklin, Jaime Ray Newman, Trevor St. John, Brian Huskey                        |
| 19 stycznia 2014     | 8 sierpnia  | Bardzo poszukiwany człowiek | /                 | Anton Corbijn                               | Philip Seymour Hoffman, Willem Dafoe, Robin Wright, Rachel McAdams                                                                          |
| 28 lipca 2014        | 8 sierpnia  | Epicentrum                  | Stany Zjednoczone | Steven Quale                                | Richard Armitage, Sarah Wayne Callies, Matt Walsh, Max Deacon, Nathan Kress, Alycia Debnam-Carey, Arlen Escarpeta, Jeremy Sumpter           |
| 9 lutego 2012        | 8 sierpnia  | Kuma                        | Austria           | Umut Dag                                    | Nihal G. Koldas, Begüm Akkaya, Vedat Erincin, Murathan Muslu, Alev Imak, Aliye Esra Salebci, Ethem Saygieder, Abdulkadir Tuncer             |
| 7 sierpnia 2014      | 8 sierpnia  | Podróż na sto stóp          | /                 | Lasse Hallström                             | Helen Mirren, Om Puri, Manish Dayal, Charlotte Le Bon, Amit Shahr, Farzana Dua Elahe, Dillon Mitra, Aria Pandya                             |
| 11 maja 1988         | 8 sierpnia  | Wielki błękit               | /                 | Luc Besson                                  | Jean Reno, Rosanna Arquette, Jean-Marc Barr, Paul Shenar, Sergio Castellitto, Jean Bouise, Marc Duret, Griffin Dunne                        |
| 3 sierpnia 2014      | 8 sierpnia  | Wojownicze Żółwie Ninja     | Stany Zjednoczone | Jonathan Liebesman                          | Megan Fox, William Fichtner, Will Arnett, Alan Ritchson, Noel Fisher                                                                        |
| 24 lipca 2014        | 14 sierpnia | Lucy                        | Francja           | Luc Besson                                  | Scarlett Johansson, Morgan Freeman, Min-sik Choi, Amr Waked, Julian Rhind-Tutt, Pilou Asbæk, Analeigh Tipton, Nicolas Phongpheth            |
| 9 lipca 2014         | 14 sierpnia | Wakacje Mikołajka           | Francja           | Laurent Tirard                              | Mathéo Boisselier, Valérie Lemercier, Kad Merad, Dominique Lavanant, François-Xavier Demaison, Bouli Lanners, Luca Zingaretti, Judith Henry |
| 4 sierpnia 2014      | 15 sierpnia | Niezniszczalni 3            | /                 | Patrick Hughes                              | Sylvester Stallone, Jason Statham, Harrison Ford, Arnold Schwarzenegger, Mel Gibson, Wesley Snipes, Dolph Lundgren, Randy Couture           |
| 6 września 2013      | 15 sierpnia | Violette                    | /                 | Martin Provost                              | Emmanuelle Devos, Sandrine Kiberlain, Olivier Gourmet, Catherine Hiegel, Jacques Bonnaffé, Olivier Py, Nathalie Richard, Stanley Weber      |
| 8 września 2013      | 15 sierpnia | Wróg                        | /                 | Denis Villeneuve                            | Jake Gyllenhaal, Mélanie Laurent, Sarah Gadon, Isabella Rossellini, Joshua Peace, Tim Post, Kedar Brown, Darryl Dinn                        |
| 11 sierpnia 2014     | 22 sierpnia | Dawca pamięci               | /                 | Phillip Noyce                               | Jeff Bridges, Meryl Streep, Brenton Thwaites, Alexander Skarsgård, Katie Holmes, Odeya Rush, Cameron Monaghan, Taylor Swift                 |
| 25 lipca 2014        | 22 sierpnia | Magia w blasku księżyca     | Stany Zjednoczone | Woody Allen                                 | Emma Stone, Colin Firth, Simon McBurney, Hamish Linklater, Eileen Atkins, Marcia Gay Harden, Jacki Weaver, Jeremy Shamos                    |
| 17 maja 2013         | 22 sierpnia | Blue Ruin                   | /                 | Jeremy Saulnier                             | Macon Blair, Devin Ratray, Amy Hargreaves, Kevin Kolack                                                                                     |
| 10 marca 2014        | 22 sierpnia | 10.000 km                   | Hiszpania         | Carlos Marqués-Marcet                       | Natalia Tena, David Verdaguer |
| 23 czerwca 2013      | 22 sierpnia | Wyjątki z Dekalogu          | /                 | Sofie Gråbøl                                | Signe Egholm Olsen, Frederik Christian Johansen, Søren Malling, Börje Ahlstedt                                                              |
| 7 lipca 2012         | 22 sierpnia | Rock the Casbah             | /                 | Yariv Horowitz                              | Yotam Ishay, Roy Nik, Iftach Rave, Henry David                                                                                              |
| 19 stycznia 2014     | 29 sierpnia | Boyhood                     | Stany Zjednoczone | Richard Linklater                           | Ellar Coltrane, Patricia Arquette, Ethan Hawke, Lorelei Linklater                                                                           |
| 10 lutego 2014       | 29 sierpnia | W jego oczach               | Brazylia          | Daniel Ribeiro                              | Ghilherme Lobo, Fábio Audi, Tess Amorim, Lúcia Romano                                                                                       |
| 20 lipca 2013        | 29 sierpnia | Zrywa się wiatr             | Japonia           | Hayao Miyazaki                              | film animowany |
| 19 maja 2014         | 29 sierpnia | Rio, I Love You             | /                 | Guillermo Arriaga, Fernando Meirelles i in. | Ryan Kwanten, Rodrigo Santoro, Emily Mortimer, Harvey Keitel, John Turturro, Wagner Moura                                                   |
| 6 września 2013      | 29 sierpnia | Hotel                       | /                 | Lisa Langseth                               | Alicia Vikander, David Dencik, Anna Bjelkerud, Mira Eklund                                                                                  |
| 7 sierpnia 2014      | 29 sierpnia | Barbie i tajemnicze drzwi   | Stany Zjednoczone | Karen Lloyd                                 | film animowany |

#### wrzesień[9]
| Premiera             | Premiera    | Tytuł filmu                                  | Kraj              | Reżyseria                         | Obsada |
| Światowa             | W Polsce    | Tytuł filmu                                  | Kraj              | Reżyseria                         | Obsada |
| -------------------- | ----------- | -------------------------------------------- | ----------------- | --------------------------------- | --- |
| 19 sierpnia 2014     | 5 września  | Sin City 2: Damulka warta grzechu            | Stany Zjednoczone | Robert Rodriguez Frank Miller     | Mickey Rourke, Jessica Alba, Josh Brolin, Joseph Gordon-Levitt, Eva Green, Rosario Dawson, Bruce Willis, Powers Boothe |
| 19 sierpnia 2014     | 5 września  | Jako w piekle, tak i na Ziemi                | Stany Zjednoczone | John Erick Dowdle                 | Perdita Weeks, Ben Feldman, Edwin Hodge, François Civil, Marion Lambert, Ali Marhyar, Cosme Castro, Hamid Djavadan     |
| 21 maja 2013         | 5 września  | Omar                                         |                   | Hany Abu-Assad                    | Adam Bakri, Leem Lubany, Waleed Zuaiter, Samer Bisharat, Iyad Hoorani, Rohl Ayadi                                      |
| 12 lutego 2013       | 5 września  | Czy Noam Chomsky jest wysoki czy szczęśliwy? | Francja           | Michel Gondry                     | film animowany |
| 5 grudnia 2013       | 5 września  | Mary’s Land. Ziemia Maryi                    | Hiszpania         | Juan Manuel Cotelo                | film dokumentalny |
| 29 stycznia 2013     | 5 września  | Mój pies Killer                              | /                 | Mira Fornay                       | Adam Mihál, Irena Bendová, Marián Kuruc, Libor Filo, Alzbeta Sopinsová, Pavol Dynka                                    |
| 3 października 2013  | 5 września  | Misja Sputnik                                | /                 | Markus Dietrich                   | Flora Thiemann, Finn Fiebig, Luca Johannsen, Emil von Schönfels, Devid Striesow, Yvonne Catterfeld                     |
| 18 września 1951     | 5 września  | Tramwaj zwany pożądaniem                     | Stany Zjednoczone | Elia Kazan                        | Marlon Brando, Vivien Leigh, Kim Hunter, Karl Malden, Rudy Bond, Nick Dennis                                           |
| 18 stycznia 2014     | 12 września | Gdybym tylko tu był                          | Stany Zjednoczone | Zach Braff                        | Zach Braff, Kate Hudson, Mandy Patinkin, Pierce Gagnon, Joey King, Josh Gad                                            |
| 4 września 2012      | 12 września | Na zawsze twoja                              | /                 | Patrice Leconte                   | Rebecca Hall, Alan Rickman, Richard Madden, Toby Murray, Maggie Steed, Shannon Tarbet                                  |
| 6 września 2013      | 12 września | Serce lwa                                    | /                 | Dome Karukoski                    | Peter Franzén, Laura Birn, Jasper Pääkkönen, Yusufa Sidibeh, Timo Lavikainen, Jussi Vatanen                            |
| 25 czerwca 2012      | 12 września | Wilcze dzieci                                | Japonia           | Mamoru Hosoda                     | film animowany |
| 4 września 2014      | 12 września | Zanim zasnę                                  | /                 | Rowan Joffé                       | Nicole Kidman, Colin Firth, Mark Strong, Anne-Marie Duff, Dean-Charles Chapman, Adam Levy                              |
| 18 sierpnia 2014     | 12 września | Zostań, jeśli kochasz                        | Stany Zjednoczone | R.J. Cutler                       | Chloë Moretz, Mireille Enos, Jamie Blackley, Joshua Leonard, Liana Liberato, Stacy Keach                               |
| 7 września 2013      | 19 września | Antboy                                       | Dania             | Ask Hasselbalch                   | Oscar Dietz, Amalie Kruse Jensen, Samuel Ting Graf, Nicolas Bro, Cecilie Alstrup Tarp, Marcuz Jess Petersen            |
| 27 października 1955 | 19 września | Buntownik bez powodu                         | Stany Zjednoczone | Nicholas Ray                      | James Dean, Natalie Wood, Sal Mineo, Jim Backus, Ann Doran, Corey Allen                                                |
| 1 marca 2014         | 19 września | Ja nie wracam                                | /                 | Ilmar Raag                        | Polina Pushkaruk, Vika Lobacheva, Andrey Astrakhantsev, Sergey Yatsenyuk, Galina Mochalova, Olga Belinskaya            |
| 7 września 2013      | 19 września | Słowo na M                                   | /                 | Michael Dowse                     | Daniel Radcliffe, Zoe Kazan, Megan Park, Adam Driver, Mackenzie Davis, Rafe Spall                                      |
| 26 sierpnia 2013     | 19 września | Sprawa dla dwojga                            | Francja           | Jean-Paul Salomé                  | François Damiens, Géraldine Nakache, Lucien Jean-Baptiste, Anne Le Ny, Jean-Marie Winling, Kévin Azaïs                 |
| 11 września 2014     | 19 września | Więzień labiryntu                            | /                 | Wes Ball                          | Dylan O’Brien, Aml Ameen, Ki Hong Lee, Blake Cooper, Thomas Brodie-Sangster, Will Poulter                              |
| 7 września 2014      | 26 września | Bez litości                                  | Stany Zjednoczone | Antoine Fuqua                     | Denzel Washington, Marton Csokas, Chloë Moretz, David Harbour, Haley Bennett, Bill Pullman                             |
| 26 października 1962 | 26 września | Co się zdarzyło Baby Jane?                   | Stany Zjednoczone | Robert Aldrich                    | Bette Davis, Joan Crawford, Victor Buono, Wesley Addy, Julie Allred, Anne Barton                                       |
| 22 maja 2013         | 26 września | Pewnego razu na Dzikim Wschodzie             | /                 | Hiner Saleem                      | Korkmaz Arslan, Golshifteh Farahani, Suat Usta, Mir Murad Bedirxan, Feyyaz Duman                                       |
| 8 lutego 2014        | 26 września | Porwanie Michela Houellebecqa                | Francja           | Guillaume Nicloux                 | Michel Houellebecq, Mathieu Nicourt, Maxime Lefrançois, Françoise Lebrun, Luc Schwarz, Veran Mauberret                 |
| wrzesień 2013        | 12 września | Pszczółka Maja. Film                         | /                 | Alexs Stadermann, Moritz Springer | film animowany |
| 4 czerwca 2014       | 26 września | Spódnice w górę!                             | Francja           | Audrey Dana                       | Isabelle Adjani, Vanessa Paradis, Audrey Dana, Géraldine Nakache, Julie Ferrier, Laetitia Casta, Marina Hands          |
| wrzesień 2013        | 12 września | W drodze do Jah                              | /                 | Noël Dernesch, Moritz Springer    | film dokumentalny |
| 17 maja 2014         | 26 września | Witamy w Nowym Jorku                         | /                 | Abel Ferrara                      | Gérard Depardieu, Jacqueline Bisset, Marie Mouté, Paul Calderon, Paul Hipp, Pamela Afesi                               |

#### październik[10]
| Premiera             | Premiera        | Tytuł filmu                          | Kraj              | Reżyseria                            | Obsada |
| Światowa             | W Polsce        | Tytuł filmu                          | Kraj              | Reżyseria                            | Obsada |
| -------------------- | --------------- | ------------------------------------ | ----------------- | ------------------------------------ | --- |
| 25 września 2014     | 3 października  | Annabelle                            | Stany Zjednoczone | John R. Leonetti                     | Annabelle Wallis, Ward Horton, Tony Amendola, Alfre Woodard, Kerry O’Malley, Brian Howe                             |
| 21 stycznia 2014     | 3 października  | Czworo do pary                       | Stany Zjednoczone | Charlie McDowell                     | Mark Duplass, Elisabeth Moss, Ted Danson, Kiana Cason, Kaitlyn Dodson, Lori Farrar                                  |
| 29 września 2013     | 3 października  | Geograf przepił globus               | Rosja             | Aleksandr Wieliedinski               | Konstantin Chabienski, Jelena Liadowa, Aleksandr Robak, Jewgienija Chiriwskaja, Anna Ukołowa, Agrippina Stiekłowa   |
| 28 sierpnia 2013     | 3 października  | Gerontofilia                         | /                 | Bruce La Bruce                       | Pier-Gabriel Lajoie, Walter Borden, Katie Boland, Marie-Hélène Thibault, Yardly Kavanagh, Jean-Alexandre Létourneau |
| 30 sierpnia 2013     | 3 października  | Joe                                  | Stany Zjednoczone | David Gordon Green                   | Nicolas Cage, Tye Sheridan, Gary Poulter, Ronnie Gene Blevins, Adriene Mishler, Brian Mays                          |
| 18 września 2014     | 3 października  | Krocząc wśród cieni                  | Stany Zjednoczone | Scott Frank                          | Liam Neeson, Dan Stevens, David Harbour, Boyd Holbrook, Ólafur Darri Ólafsson                                       |
| 31 sierpnia 2014     | 10 października | Pudłaki                              | Stany Zjednoczone | Anthony Stacchi i Graham Annable     | film animowany |
| 19 grudnia 2012      | 10 października | Rozważnie i romantycznie             | Belgia            | Joël Vanhoebrouck                    | Sara de Roo, Axel Daeseleire, Filip Peeters, Barbara Sarafian, Koen de Bouw, Wouter Hendrickx                       |
| 26 września 2014     | 10 października | Zaginiona dziewczyna                 | Stany Zjednoczone | David Fincher                        | Ben Affleck, Rosamund Pike, Neil Patrick Harris, Tyler Perry, Carrie Coon, Kim Dickens                              |
| 11 października 2013 | 17 października | Alfabet                              | /                 | Sabine Kriechbaum i Erwin Wagenhofer | film dokumentalny                                                                                                   |
| 26 kwietnia 2014     | 17 października | Björk: Biophilia Live                | Wielka Brytania   | Peter Strickland i Nick Fenton       | film dokumentalny                                                                                                   |
| 27 września 2013     | 17 października | Brud                                 | /                 | Jon S. Baird                         | James McAvoy, Jamie Bell, Eddie Marsan, Imogen Poots, Brian McCardie, Emun Elliott                                  |
| 7 października 2014  | 17 października | Dla ciebie wszystko                  | Stany Zjednoczone | Michael Hoffman                      | Michelle Monaghan, James Marsden, Luke Bracey, Liana Liberato, Gerald McRaney, Caroline Goodall                     |
| 30 września 2014     | 17 października | Dracula: Historia nieznana           | /                 | Gary Shore                           | Luke Evans, Sarah Gadon, Dominic Cooper, Art Parkinson, Charles Dance, Diarmaid Murtagh                             |
| 15 lutego 2013       | 17 października | Kacper i Emma – najlepsi przyjaciele | Norwegia          | Arne Lindtner Næss                   | Elias Søvold-Simonsen, Nora Amundsen, Thorbjørn Harr, Hilde Louise Asbjørnsen, Janne Formoe, Ivar Nørve             |
| 22 maja 2014         | 17 października | Mama                                 | Stany Zjednoczone | Xavier Dolan                         | Anne Dorval, Suzanne Clément, Antoine-Olivier Pilon, Patrick Huard, Alexandre Goyette, Michèle Lituac               |
| 3 września 2013      | 17 października | Mój kuzyn Zoran                      | /                 | Matteo Oleotto                       | Giuseppe Battiston, Teco Celio, Rok Prašnikar, Roberto Citran, Marjuta Slamič, Peter Musevski                       |
| 4 września 2014      | 17 października | Sędzia                               | Stany Zjednoczone | David Dobkin                         | Robert Downey Jr., Robert Duvall, Vera Farmiga, Billy Bob Thornton, Vincent D’Onofrio, Jeremy Strong                |
| 23 sierpnia 2014     | 24 października | Diabelska plansza Ouija              | Stany Zjednoczone | Stiles White                         | Olivia Cooke, Ana Coto, Daren Kagasoff, Bianca A. Santos, Douglas Smith, Shelley Hennig                             |
| 19 czerwca 1973      | 24 października | Egzorcysta                           | Stany Zjednoczone | William Friedkin                     | Ellen Burstyn, Max von Sydow, Lee J. Cobb, Jason Miller, Linda Blair                                                |
| 15 października 2014 | 24 października | Furia                                | /                 | David Ayer                           | Brad Pitt, Shia LaBeouf, Logan Lerman, Michael Peña, Jon Bernthal, Jim Parrack                                      |
| 9 stycznia 2014      | 24 października | Kapitał ludzki                       | /                 | Paolo Virzì                          | Fabrizio Bentivoglio, Matilde Gioli, Valeria Bruni Tedeschi, Guglielmo Pinelli, Fabrizio Gifuni, Gigio Alberti      |
| 24 grudnia 2012      | 24 października | Siostry wampirki                     | Niemcy            | Wolfgang Groos                       | Wolfgang Groos, Laura Antonia Roge, Christiane Paul, Stipe Erceg, Michael Kessler, Richy Müller                     |
| 3 sierpnia 2014      | 24 października | Udając gliniarzy                     | Stany Zjednoczone | Luke Greenfield                      | Luke Greenfield, Rob Riggle, Nina Dobrev, James D’Arcy, Keegan-Michael Key                                          |
| 3 sierpnia 2014      | 24 października | We Are the Best!                     | /                 | Lukas Moodysson                      | Mira Barkhammar, Mira Grosin, Liv LeMoyne, Johan Liljemark, Jonathan Salomonsson                                    |
| 16 maja 2014         | 24 października | Zimowy sen                           | /                 | Nuri Bilge Ceylan                    | Haluk Bilginer, Melisa Sözen, Demet Akbağ, Ayberk Pekcan, Serhat Mustafa Kiliç, Nejat İşler                         |
| 20 stycznia 2014     | 31 października | 20 000 dni na Ziemi                  | Wielka Brytania   | Jane Pollard i Iain Forsyth          | film dokumentalny                                                                                                   |
| 17 stycznia 2013     | 31 października | Gość                                 | /                 | Adam Wingard                         | Dan Stevens, Maika Monroe, Brendan Meyer, Sheila Kelley, Leland Orser, Lance Reddick                                |
| 27 maja 2014         | 31 października | Klub Jimmy’ego                       | /                 | Ken Loach                            | Barry Ward, Simone Kirby, Jim Norton, Aisling Franciosi, Aileen Henry, Francis Magee                                |
| 24 stycznia 1923     | 31 października | Pielgrzym                            | Stany Zjednoczone | Charles Chaplin                      | Charlie Chaplin, Edna Purviance, Syd Chaplin, Mai Wells, Dean Riesner, Charles Reisner                              |
| 14 kwietnia 1918     | 31 października | Psie życie                           | Stany Zjednoczone | Charles Chaplin                      | Charlie Chaplin, Edna Purviance, William White, Loyal Underwood, Janet Miller Sully, James T. Kelley                |
| 9 września 2014      | 31 października | [REC]\|4: Apokalipsa                 | Hiszpania         | Jaume Balagueró                      | Manuela Velasco, Paco Manzanedo, Héctor Colomé, Mariano Venancio, María Alfonsa Rosso, Paco Obregón                 |
| 6 września 2013      | 31 października | Rogi                                 | /                 | Alexandre Aja                        | Daniel Radcliffe, Max Minghella, Joe Anderson, Juno Temple, Kelli Garner, Kelli Garner                              |
| 6 września 2013      | 31 października | Roxanne                              | /                 | Valentin Hotea                       | Șerban Pavlu, Diana Dumbrava, Mihai Călin, Adrian Văncică, Valeria Seciu, Corina Moise                              |

#### listopad[11]
| Premiera             | Premiera     | Tytuł filmu                                       | Kraj              | Reżyseria                         | Obsada |
| Światowa             | W Polsce     | Tytuł filmu                                       | Kraj              | Reżyseria                         | Obsada |
| -------------------- | ------------ | ------------------------------------------------- | ----------------- | --------------------------------- | --- |
| 23 sierpnia 2013     | 7 listopada  | Bella i Sebastian                                 | Francja           | Nicolas Vanier                    | Félix Bossuet, Tchéky Karyo, Margaux Châtelier, Dimitri Storoge, Andreas Pietschmann, Urbain Cancelier         |
| 3 lipca 2013         | 7 listopada  | Duży zeszyt                                       | /                 | János Szász                       | László Gyémánt, András Gyémánt, Piroska Molnár, Ulrich Thomsen, Ulrich Matthes, Gyöngyvér Bognár               |
| 26 października 2014 | 7 listopada  | Interstellar                                      | Stany Zjednoczone | Christopher Nolan                 | Matthew McConaughey, Anne Hathaway, Jessica Chastain, Bill Irwin, Ellen Burstyn, Michael Caine                 |
| 19 maja 2014         | 7 listopada  | Mapy gwiazd                                       | /                 | David Cronenberg                  | Julianne Moore, Mia Wasikowska, John Cusack, Evan Bird, Olivia Williams, Robert Pattinson                      |
| 18 marca 1959        | 7 listopada  | Rio Bravo                                         | Stany Zjednoczone | Howard Hawks                      | John Wayne, Dean Martin, Ricky Nelson, Angie Dickinson, Walter Brennan, Ward Bond                              |
| 7 października 2014  | 7 listopada  | Śmieć                                             | /                 | Stephen Daldry                    | Rickson Tevez, Eduardo Luis, Gabriel Weinstein, Wagner Moura, Martin Sheen, Selton Mello                       |
| 2 kwietnia 1968      | 14 listopada | 2001: Odyseja kosmiczna                           | Stany Zjednoczone | Stanley Kubrick                   | Keir Dullea, Gary Lockwood, William Sylvester, Daniel Richter, Leonard Rossiter, Margaret Tyzack               |
| 12 listopada 2014    | 14 listopada | Głupi i głupszy bardziej                          | Stany Zjednoczone | Bobby Farrelly, Peter Farrelly    | Jim Carrey, Jeff Daniels, Rob Riggle, Laurie Holden, Rachel Melvin, Kathleen Turner                            |
| 14 sierpnia 2014     | 14 listopada | Jak dogonić szczęście                             | /                 | Peter Chelsom                     | Simon Pegg, Toni Collette, Rosamund Pike, Stellan Skarsgård, Jean Reno, Christopher Plummer                    |
| 23 maja 2014         | 14 listopada | Lewiatan                                          | Rosja             | Andriej Zwiagincew                | Aleksiej Sieriebriakow, Jelena Liadowa, Władimir Wdowiczenkow, Roman Madianow, Anna Ukołowa, Aleksiej Rozin    |
| 23 maja 2014         | 14 listopada | Melasa                                            | /                 | Carlos Lechuga                    | Yuliet Cruz, Armando Miguel Gomez, Luis Antonio Gotti, Ana Gloria Buduen, Carolina Marquez, Yaite Ruiz         |
| 10 czerwca 2013      | 14 listopada | Moja mama jest w Ameryce i spotkała Buffalo Billa | Francja           | Thibaut Chatel                    | film animowany                                                                                                 |
| 21 sierpnia 2014     | 14 listopada | Siedmiu krasnoludków ratuje Śpiącą Królewnę       | Niemcy            | Boris Aljinovic Harald Siepermann | film animowany                                                                                                 |
| 16 kwietnia 2014     | 14 listopada | Za jakie grzechy, dobry Boże?                     | Francja           | Philippe de Chauveron             | Christian Clavier, Chantal Lauby, Ary Abittan, Medi Sadoun, Frédéric Chau, Noom Diawara                        |
| 6 września 2013      | 21 listopada | Everest – Poza krańcem świata                     | Stany Zjednoczone | Leanne Pooley                     | film dokumentalny                                                                                              |
| 27 listopada 2013    | 21 listopada | Gdzie jest Mikołaj?                               | /                 | Lourens Blok                      | Dennis Reinsma, Dana Goldberg, Jelka van Houten, Arjan Ederveen, Derek de Lint, Carla Hardy                    |
| 10 listopada 2014    | 21 listopada | Igrzyska śmierci: Kosogłos. Część 1               | Stany Zjednoczone | Francis Lawrence                  | Jennifer Lawrence, Josh Hutcherson, Liam Hemsworth, Woody Harrelson, Donald Sutherland, Philip Seymour Hoffman |
| 21 maja 2014         | 21 listopada | Majdan. Rewolucja godności                        | /                 | Siergiej Łoznica                  | film dokumentalny                                                                                              |
| 9 lutego 2014        | 21 listopada | Panny młode                                       | /                 | Tinatin Kajrishvili               | Mari Kitia, Giorgi Maskharashvili, Giorgi Makharadze, Darejan Khachidze, Tamar Mamulashvili, Anuka Grigolia    |
| 24 grudnia 2013      | 21 listopada | Piorun i magiczny dom                             | Belgia            | Jeremy Degruson, Ben Stassen      | film dokumentalny                                                                                              |
| 22 stycznia 2014     | 21 listopada | Rozgrywka                                         | /                 | Hossein Amini                     | Viggo Mortensen, Kirsten Dunst, Oscar Isaac, David Warshofsky, Daisy Bevan, Omiros Poulakis                    |
| 16 maja 2014         | 21 listopada | Szalona miłość                                    | /                 | Jessica Hausner                   | Birte Schnoeink, Christian Friedel, Stephan Grossmann, Sandra Hüller, Holger Handtke, Barbara Schnitzler       |
| 5 września 2014      | 21 listopada | Wolny strzelec                                    | Stany Zjednoczone | Dan Gilroy                        | Jake Gyllenhaal, Rene Russo, Riz Ahmed, Bill Paxton, Kevin Rahm, Michael Hyatt                                 |
| 30 sierpnia 2014     | 28 listopada | 3 serca                                           | /                 | Benoît Jacquot                    | Benoît Poelvoorde, Charlotte Gainsbourg, Chiara Mastroianni, Catherine Deneuve, André Marcon, Patrick Mille    |
| 29 sierpnia 2014     | 28 listopada | Klątwa Jessabelle                                 | Stany Zjednoczone | Kevin Greutert                    | Sarah Snook, Joelle Carter, Mark Webber, David Andrews, Ana de la Reguera, Amber Stevens West                  |
| 16 grudnia 1985      | 28 listopada | Kolor purpury                                     | Stany Zjednoczone | Steven Spielberg                  | Danny Glover, Whoopi Goldberg, Margaret Avery, Oprah Winfrey, Willard E. Pugh, Akosua Busia                    |
| 27 sierpnia 2014     | 28 listopada | November Man                                      | Stany Zjednoczone | Roger Donaldson                   | Pierce Brosnan, Luke Bracey, Olga Kurylenko, Bill Smitrovich, Will Patton, Eliza Taylor                        |
| 8 lutego 2014        | 28 listopada | Siostry i Schiller                                | /                 | Dominik Graf                      | Hannah Herzsprung, Florian Stetter, Henriette Confurius, Claudia Messner, Ronald Zehrfeld, Maja Maranow        |
| 5 lutego 2014        | 28 listopada | Scenariusz na miłość                              | Stany Zjednoczone | Marc Lawrence                     | Hugh Grant, Marisa Tomei, Bella Heathcote, J.K. Simmons, Chris Elliott, Allison Janney                         |
| 12 listopada 2014    | 28 listopada | Szefowie wrogowie 2                               | Stany Zjednoczone | Sean Anders                       | Jason Bateman, Jason Sudeikis, Charlie Day, Jennifer Aniston, Kevin Spacey, Jamie Foxx                         |
| 23 października 2014 | 28 listopada | Wielka szóstka                                    | Stany Zjednoczone | Don Hall, Chris Williams          | film animowany                                                                                                 |

#### grudzień[12]
| Premiera             | Premiera   | Tytuł filmu                      | Kraj              | Reżyseria                       | Obsada |
| Światowa             | W Polsce   | Tytuł filmu                      | Kraj              | Reżyseria                       | Obsada |
| -------------------- | ---------- | -------------------------------- | ----------------- | ------------------------------- | --- |
| 22 maja 2014         | 5 grudnia  | Dziewczynka z kotem              | /                 | Asia Argento                    | Charlotte Gainsbourg, Gabriel Garko, Giulia Salerno, Carolina Poccioni, Alice Pea, Anna Lou Castoldi           |
| 17 października 2014 | 5 grudnia  | John Wick                        | /                 | David Leitch, Chad Stahelski    | Keanu Reeves, Mikael Nyqvist, Alfie Allen, Willem Dafoe, Dean Winters, Adrianne Palicki                        |
| 24 stycznia 2014     | 5 grudnia  | Kacper i Emma – zimowe wakacje   | Norwegia          | Arne Lindtner Næss              | Nora Amundsen, Elias Søvold–Simonsen, Thorbjørn Harr, Hilde Louise Asbjørnsen, Janne Formoe, Ivar Nørve        |
| 17 października 2014 | 5 grudnia  | Love, Rosie                      | /                 | Christian Ditter                | Lily Collins, Sam Claflin, Christian Cooke, Jaime Winstone, Suki Waterhouse, Tamsin Egerton                    |
| 7 lutego 2014        | 5 grudnia  | Pęknięcia w betonie              | Austria           | Umut Dag                        | Murathan Muslu, Alechan Tagaev, Mehmet Ali Salman, Erdem Türkoglu, Martina Spitzer, Ines Wallner               |
| 5 grudnia 2014       | 5 grudnia  | Uwolnić Mikołaja!                | /                 | Christopher Smith               | Jim Broadbent, Rafe Spall, Kit Connor, Ewen Bremner, Warwick Davis, Stephen Graham                             |
| 9 sierpnia 2013      | 5 grudnia  | Władca wszechświata              | /                 | Marc Bauder                     | film dokumentalny                                                                                              |
| 19 maja 2014         | 5 grudnia  | Xenia                            | /                 | Panos H. Koutras                | Kostas Nikouli, Nikos Gelia, Yannis Stankoglou, Marissa Triandafyllidou, Aggelos Papadimitriou, Romanna Lobats |
| 29 sierpnia 2014     | 12 grudnia | 9 mil                            | Hiszpania         | Daniel Monzón                   | Luis Tosar, Jesús Castro, Eduard Fernández, Sergi López, Bárbara Lennie, Ian McShane                           |
| 18 stycznia 2014     | 12 grudnia | Dziewczyny                       | Wielka Brytania   | Stuart Murdoch                  | Emily Browning, Olly Alexander, Hannah Murray, Pierre Boulanger, Cora Bisset, Sarah Swire                      |
| 1 sierpnia 2014      | 12 grudnia | Get on Up                        | Stany Zjednoczone | Tate Taylor                     | Chadwick Boseman, Nelsan Ellis, Dan Aykroyd, Viola Davis, Lennie James, Fred Melamed                           |
| 14 lutego 2014       | 12 grudnia | Macondo                          | Austria           | Sudabeh Mortezai                | Ramasan Minkailov, Aslan Elbiev, Kheda Gazieva, Rosa Minkailova, Iman Nasuhanowa, Askhab Umaev                 |
| 5 września 2014      | 12 grudnia | Mów mi Vincent                   | Stany Zjednoczone | Theodore Melfi                  | Bill Murray, Melissa McCarthy, Naomi Watts, Chris O’Dowd, Terrence Howard, Jaeden Lieberher                    |
| 5 września 2014      | 12 grudnia | Saint Laurent                    | /                 | Bertrand Bonello                | Gaspard Ulliel, Jérémie Renier, Louis Garrel, Léa Seydoux, Amira Casar, Aymeline Valade                        |
| 23 stycznia 1962     | 19 grudnia | Jules i Jim                      | Francja           | François Truffaut               | Jeanne Moreau, Oskar Werner, Henri Serre, Vana Urbino, Serge Rezvani, Anny Nelsen                              |
| 26 sierpnia 2013     | 19 grudnia | Listy od nieznajomego            | Izrael            | Jariw Mozer                     | Jo’aw Re’uweni, Moran Rosenblatt, Jariw Mozer, Jehuda Nahari, Hawa Ortman, Staw Straszko                       |
| 7 grudnia 2014       | 25 grudnia | Annie                            | Stany Zjednoczone | Aline Brosh McKenna, Will Gluck | Jamie Foxx, Quvenzhané Wallis, Rose Byrne, Bobby Cannavale, Adewale Akinnuoye–Agbaje, David Zayas              |
| 1 grudnia 2014       | 25 grudnia | Hobbit: Bitwa Pięciu Armii       | /                 | Peter Jackson                   | Martin Freeman, Ian McKellen, Richard Armitage, Luke Evans, Orlando Bloom, Evangeline Lilly                    |
| 12 grudnia 2014      | 25 grudnia | Królowa Śniegu 2                 | Rosja             | Aleksey Tsitsilin               | film animowany                                                                                                 |
| 17 grudnia 2014      | 26 grudnia | Noc w muzeum: Tajemnica grobowca | /                 | Shawn Levy                      | Ben Stiller, Robin Williams, Owen Wilson, Steve Coogan, Ricky Gervais, Dan Stevens                             |
| 9 lutego 2014        | 25 grudnia | Droga krzyżowa                   | Niemcy            | Dietrich Brüggemann             | Lea van Acken, Franziska Weisz, Florian Stetter, Lucie Aron, Moritz Knapp, Michael Kamp                        |

## Nagrody filmowe

### Złote Globy
71. ceremonia wręczenia Złotych Globów odbyła się 12 stycznia 2014 roku.
- Pełna lista nagrodzonych

| Najlepszy film dramatycznyZniewolony. 12 Years a Slave Najlepszy reżyserAlfonso Cuarón za film Grawitacja | Najlepsza aktorka w filmie dramatycznymCate Blanchett za rolę w filmie Blue Jasmine Najlepszy aktor w filmie dramatycznymMatthew McConaughey za rolę w filmie Witaj w klubie |

### Critics’ Choice
19. ceremonia wręczenia nagród Critics’ Choice odbyła się 16 stycznia 2014 roku.
- Pełna lista nagrodzonych

| Najlepszy film dramatycznyZniewolony. 12 Years a Slave Najlepszy reżyserAlfonso Cuarón za film Grawitacja | Najlepsza aktorka w filmie dramatycznymCate Blanchett za rolę w filmie Blue Jasmine Najlepszy aktor w filmie dramatycznymMatthew McConaughey za rolę w filmie Witaj w klubie |

### Gildie Aktorów Ekranowych
20. ceremonia wręczenia nagród Gildii Aktorów Ekranowych odbyła się 18 stycznia 2014 roku.
- Pełna lista nagrodzonych

| Najlepsza aktorkaCate Blanchett za rolę w filmie Blue Jasmine Najlepszy aktorMatthew McConaughey za rolę w filmie Witaj w klubie | Najlepsza aktorka w serialu dramatycznymMaggie Smith za rolę w serialu Downton Abbey Najlepszy aktor w serialu dramatycznymBryan Cranston za rolę w serialu Breaking Bad |

### Goya
28. ceremonia wręczenia nagród Goya odbyła się 9 lutego 2014 roku.
- Pełna lista nagrodzonych

| Najlepszy filmŁatwiej jest nie patrzeć Najlepszy reżyserDavid Trueba za film Łatwiej jest nie patrzeć | Najlepsza aktorkaMarian Álvarez za rolę w filmie Tylko ja Najlepszy aktorJavier Cámara za rolę w filmie Łatwiej jest nie patrzeć |

### Berlinale
64. Międzynarodowy Festiwal Filmowy w Berlinie (Berlinale) odbył się w dniach 6–16 lutego 2014 roku.
- Pełna lista nagrodzonych

| Złoty NiedźwiedźDiao Yinan – Czarny węgiel, kruchy lód Srebrny Niedźwiedź dla najlepszego reżyseraRichard Linklater – Boyhood | Srebrny Niedźwiedź dla najlepszej aktorkiHaru Kuroki – Mały domek Srebrny Niedźwiedź dla najlepszego aktoraLiao Fan – Czarny węgiel, kruchy lód |

### BAFTA
67. ceremonia wręczenia nagród Brytyjskiej Akademii Filmowej (BAFTA) odbyła się 16 lutego 2014 roku.
- Pełna lista nagrodzonych

| Najlepszy filmZniewolony. 12 Years a Slave Najlepsza reżyseriaAlfonso Cuarón – Grawitacja | Najlepsza aktorka pierwszoplanowaCate Blanchett – Blue Jasmine Najlepszy aktor pierwszoplanowyChiwetel Ejiofor – Zniewolony. 12 Years a Slave |

### Satelita
18. ceremonia wręczenia Satelitów odbyła się 23 lutego 2014 roku.
- Pełna lista nagrodzonych

| Najlepszy filmZniewolony. 12 Years a Slave Najlepsza reżyseriaSteve McQueen – Zniewolony. 12 Years a Slave | Najlepsza aktorka pierwszoplanowaCate Blanchett – Blue Jasmine Najlepszy aktor pierwszoplanowyMatthew McConaughey – Witaj w klubie |

### Cezar
39. ceremonia wręczenia Cezarów odbyła się 28 lutego 2014 roku.
- Lista nagrodzonych

| Najlepszy filmGuillaume i chłopcy! Kolacja! Najlepsza reżyseriaRoman Polański – Wenus w futrze | Najlepsza aktorka pierwszoplanowaSandrine Kiberlain – Dziewięć długich miesięcy Najlepszy aktor pierwszoplanowyGuillaume Gallienne – Guillaume i chłopcy! Kolacja! |

### Złota Malina
34. rozdanie nagród Złotych Malin odbyło się 1 marca 2014 roku.
- Pełna lista nagrodzonych

| Najgorszy filmMovie 43 Najgorsza reżyseria13 osób, które reżyserowało Movie 43 | Najgorsza aktorka pierwszoplanowaTyler Perry – A Madea Christmas Najgorszy aktor pierwszoplanowyJaden Smith – 1000 lat po Ziemi |

### Independent Spirit Awards
28. ceremonia wręczenia Independent Spirit Awards odbyła się 1 marca 2014 roku.
- Pełna lista nagrodzonych

| Najlepszy film niezależnyZniewolony. 12 Years a Slave Najlepsza reżyseriaSteve McQueen – Zniewolony. 12 Years a Slave | Najlepsza aktorka pierwszoplanowaCate Blanchett – Blue Jasmine Najlepszy aktor pierwszoplanowyMatthew McConaughey – Witaj w klubie |

### Oskary
86. ceremonia wręczenia Oscarów odbyła się 2 marca 2014 roku.
- Pełna lista nagrodzonych

| Najlepszy filmZniewolony. 12 Years a Slave Najlepszy reżyserAlfonso Cuarón za film Grawitacja | Najlepsza aktorkaCate Blanchett za rolę w filmie Blue Jasmine Najlepszy aktorMatthew McConaughey za rolę w filmie Witaj w klubie |

### Orły
16. ceremonia wręczenia Orłów odbyła się 10 marca 2014 roku.
- Pełna lista nagrodzonych

| Najlepszy filmIda Najlepszy reżyserPaweł Pawlikowski za film Ida | Najlepsza aktorkaAgata Kulesza za rolę w filmie Ida Najlepszy aktorDawid Ogrodnik za rolę w filmie Chce się żyć |

### Węże
3. ceremonia przyznania Węży Węże odbyła się 1 kwietnia 2014 roku.
| Najgorszy film rokuOstra randka Najgorszy reżyserPatryk Vega za film Last minute | Najgorsza aktorkaAnna Szarek za rolę w filmie Last minute Najgorszy aktorRobert Żołędziewski za rolę w filmie Tajemnica Westerplatte |

### MTV Movie Awards
23. ceremonia wręczenia MTV Movie Awards odbyła się 13 kwietnia 2014 roku.
- Pełna lista nagrodzonych

| Film rokuIgrzyska śmierci: W pierścieniu ognia | Najlepsza aktorkaJennifer Lawrence za rolę w filmie Igrzyska śmierci: W pierścieniu ognia Najlepszy aktorJosh Hutcherson za rolę w filmie Igrzyska śmierci: W pierścieniu ognia |

### Złota Palma
67. Festiwal Filmowy w Cannes odbył się w dniach 14–25 maja 2013 roku.
- Pełna lista nagrodzonych

| Złota PalmaZimowy sen Najlepszy reżyserBennett Miller za film Foxcatcher | Najlepsza aktorkaJulianne Moore za rolę w filmie Mapy gwiazd Najlepszy aktorTimothy Spall za rolę w filmie Pan Turner |

### Złota, Srebrna i Brązowa Żaba (Camerimage)
22. Międzynarodowy Festiwal Sztuki Autorów Zdjęć Filmowych Camerimage, 15–22 listopada, Bydgoszcz.
- Złota Żaba: Michaił Kriczman za zdjęcia do filmu Lewiatan, reż. Andriej Zwiagincew
- Srebrna Żaba: Ehab Assa za zdjęcia do filmu Omar, reż. Hany Abu-Assad
- Brązowa Żaba: André Turpin za zdjęcia do filmu Mama, reż. Xavier Dolan

## Zmarli

### styczeń / luty
| - styczeń - - 1 stycznia – Juanita Moore, aktorka - 2 stycznia – Bernard Glasser, producent - 2 stycznia – Li Ming, producent - 3 stycznia – László Helyey, aktor - 3 stycznia – Grzegorz Kohan, aktor/scenarzysta - 3 stycznia – Alicia Rhett, aktorka - 3 stycznia – Saul Zaentz, producent - 5 stycznia – Alma Muriel, aktorka - 5 stycznia – Endre Senkálszky, aktor/reżyser - 5 stycznia – Carmen Zapata, aktorka - 6 stycznia – Uday Kiran, aktor - 6 stycznia – Larry D. Mann, aktor - 6 stycznia – Mónica Spear, aktorka - 7 stycznia – Ivan Ladislav Galeta, reżyser - 7 stycznia – Run Run Shaw, producent - 8 stycznia – Maciej Dunal, aktor - 8 stycznia – Selçuk Uluergüven, aktor - 9 stycznia – Lorella De Luca, aktorka - 9 stycznia – Věra Tichánková, aktorka - 10 stycznia – Marly Marley, aktorka - 10 stycznia – Allard van der Scheer, aktor - 11 stycznia – Keiko Awaji, aktorka - 11 stycznia – Arnoldo Foà, aktor - 12 stycznia – Alexandra Bastedo, aktorka - 12 stycznia – John Horsley, aktor - 12 stycznia – Frank Marth, aktor - 13 stycznia – Anjali Devi, aktorka - 13 stycznia – Mihai Fotino, aktor - 15 stycznia – Joan Brickhill, aktorka - 15 stycznia – Eugeniusz Haneman, operator - 15 stycznia – Roger Lloyd-Pack, aktor - 16 stycznia – Ruth Duccini, aktorka - 16 stycznia – Russell Johnson, aktor - 16 stycznia – Dave Madden, aktor - 17 stycznia – Nadia Boudesoque, aktorka - 17 stycznia – Seizō Katō, aktor - 17 stycznia – Suchitra Sen, aktorka - 18 stycznia – Sarah Marshall, aktorka - 19 stycznia – Ben Starr, producent - 19 stycznia – Gordon Hessler, reżyser, producent - 20 stycznia – Janusz Galewicz, scenarzysta/reżyser - 20 stycznia – James Jacks, producent - 20 stycznia – Lesego Motsepe, aktorka - 22 stycznia – Luis Ávalos, aktor - 22 stycznia – Fred Bertelmann, aktor - 22 stycznia – Carlo Mazzacurati, reżyser - 22 stycznia – Akkineni Nageshwara Rao, aktor - 23 stycznia – Violetta Ferrari, aktorka - 23 stycznia – Wojciech Mrówczyński, montażysta/operator - 23 stycznia – Riz Ortolani, kompozytor - 25 stycznia – Bohdan Poręba, reżyser - 27 stycznia – Edmond Classen, aktor - 27 stycznia – Eric Lawson, aktor - 27 stycznia – Ichirō Nagai, aktor - 28 stycznia – Tom Sherak, producent - 28 stycznia – Jerzy Woźniak, operator/reżyser/realizator - 29 stycznia – Lars Andreas Larssen, aktor - 29 stycznia – Aïché Nana, aktorka - 30 stycznia – Andrzej Żarnecki, aktor - 31 stycznia – Nina Andrycz, aktorka - 31 stycznia – Miklós Jancsó, reżyser - 31 stycznia – Christopher Jones, aktor | - luty - - 1 lutego – Maximilian Schell, aktor/reżyser - 2 lutego – Eduardo Coutinho, reżyser - 2 lutego – Jerzy Góralczyk, aktor - 2 lutego – Philip Seymour Hoffman, aktor - 3 lutego – Richard Bull, aktor - 3 lutego – Louan Gideon, aktorka - 3 lutego – Gloria Leonard, aktorka pornograficzna - 4 lutego – Wu Ma, aktor - 9 lutego – Gabriel Axel, reżyser/aktor - 10 lutego – Ronnie Masterson, aktorka - 10 lutego – Shirley Temple, aktorka - 11 lutego – Roy Alvarez, aktor - 11 lutego – Skënder Sallaku, aktor - 12 lutego – Sid Caesar, aktor - 13 lutego – Ken Jones, aktor - 13 lutego – Jacek Malipan, operator - 13 lutego – Georgij Martyniuk, aktor - 13 lutego – Jan Olszewski, krytyk filmowy - 13 lutego – Ralph Waite, aktor - 13 lutego – Edward Żebrowski, scenarzysta/reżyser - 14 lutego – John Henson, lalkarz - 15 lutego – James Condon, aktor - 15 lutego – Mary Grace Canfield, aktorka - 15 lutego – Christopher Malcolm, aktor - 16 lutego – Jimmy Murakami, animator/reżyser - 16 lutego – Nina Polan, aktorka/reżyser - 18 lutego – Nikhil Baran Sengupta, aktor/reżyser - 18 lutego – Malcolm Tierney, aktor - 19 lutego – Toni Ucci, aktor - 20 lutego – Lu Xuechang, reżyser - 20 lutego – Jorge Polaco, filmowiec - 21 lutego – Sakis Boulas, aktor - 21 lutego – Georgette Rejewski, aktorka - 21 lutego – Đoko Rosić, aktor - 21 lutego – Nick Spears, aktor - 22 lutego – Zsuzsa Csala, aktorka - 24 lutego – Harold Ramis, aktor/reżyser - 24 lutego – Günter Reisch, reżyser - 25 lutego – Jim Lange, aktor - 28 lutego – Ryszard Rydzewski, reżyser |

### marzec / kwiecień
| - marzec - - 1 marca – Alain Resnais, reżyser - 1 marca – Bryon Weiss, aktor/statysta - 2 marca – Gail Gilmore, aktorka - 2 marca – Stanley Rubin, scenarzysta - 3 marca – Christine Buchegger, aktorka - 3 marca – Pierre Laroche, aktor/reżyser/scenarzysta - 3 marca – Aino-Maija Tikkanen, aktorka - 4 marca – Maja Petrin, aktorka - 4 marca – Fritz Marquardt, aktor/reżyser - 4 marca – Wu Tianming, reżyser - 4 marca – Alfons Höckmann, aktor - 5 marca – Geoff Edwards, aktor - 5 marca – Scott Kalvert, reżyser - 6 marca – Jean-Louis Bertucelli, reżyser - 6 marca – Sheila MacRae, aktorka - 7 marca – Adilia Castillo, aktorka - 7 marca – Hal Douglas, aktor - 7 marca – Sana Khan, aktorka - 7 marca – Anatol Kuzniecow, aktor - 8 marca – James Ellis, aktor - 8 marca – Wendy Hughes, aktorka - 8 marca – Joanna Szczerbic, aktorka - 9 marca – Tonino Ricci, reżyser - 10 marca – Roldan Aquino, aktor - 10 marca – Eileen Colgan, aktorka - 10 marca – Cynthia Lynn, aktorka - 11 marca – Heidemarie Rohweder, aktorka - 12 marca – Věra Chytilová, reżyser - 12 marca – Richard Coogan, aktor - 12 marca – Med Flory, aktor - 13 marca – Paulo Goulart, aktor - 13 marca – Abby Singer, producentka - 14 marca – Otakar Brousek, aktor - 14 marca – Ken Utsui, aktor - 14 marca – Niels Clausnitzer, aktor - 15 marca – David Brenner, aktor - 16 marca – Mareike Carrière, aktorka - 17 marca – Mercy Edirisinghe, aktorka - 17 marca – Emilio Delle Piane, aktor - 17 marca – Oswald Morris, operator kamery - 18 marca – Jorge Arvizu, aktor - 18 marca – Karl Baumgartner, producent - 18 marca – Joe Lala, aktor - 20 marca – Ragesh Asthana, aktor - 21 marca – James Rebhorn, aktor - 22 marca – Patrice Wymore, aktorka - 24 marca – Dirk Wallace Craft, reżyser - 24 marca – Kuldeep Pawar, aktor - 26 marca – George Bookasta, reżyser - 27 marca – Jeffery Dench, aktor - 27 marca – Derek Martinus, reżyser - 27 marca – Per Lillo-Stenberg, aktor - 28 marca – Lorenzo Semple Jr., scenarzysta - 29 marca – Birgitta Valberg, aktorka - 29 marca – Dane Witherspoon, aktor - 29 marca – Marc Platt, tancerz i aktor - 30 marca – Kate O’Mara, aktorka - 30 marca – Karl Walter Diess, aktor - 31 marca – David Hannay, producent | - kwiecień - - 1 kwietnia – Carlos Oneto, aktor - 2 kwietnia – Alfonso Bayard, aktor - 2 kwietnia – Richard Brick, producent - 2 kwietnia – Sandy Grossman, reżyser - 2 kwietnia – Consuelo Moure, aktorka - 2 kwietnia – Gustavo Rodríguez, aktor - 3 kwietnia – Pere Ventura, aktor - 4 kwietnia – Peter Liechti, reżyser - 5 kwietnia – Marian Glinkowski, reżyser - 5 kwietnia – John Pinette, aktor - 5 kwietnia – José Wilker, aktor - 6 kwietnia – Mary Anderson, aktorka - 6 kwietnia – Liv Dommersnes, aktorka - 6 kwietnia – Mickey Rooney, aktor - 7 kwietnia – Perlita Neilson, aktorka - 8 kwietnia – Alena Hynková, reżyser - 10 kwietnia – Phyllis Frelich, aktorka - 11 kwietnia – Alfredo Alcón, aktor - 11 kwietnia – Nandu Bhende, aktor - 11 kwietnia – Edna Doré, aktorka - 12 kwietnia – Dorothy Mitchum, aktorka - 14 kwietnia – Phillip Hayes Dean, aktor/reżyser - 17 kwietnia – Mayra Alejandra, aktorka - 18 kwietnia – Guru Dhanapal, reżyser - 18 kwietnia – Antonín Molčík, aktor - 19 kwietnia – Mimi Kok, aktorka - 21 kwietnia – Craig Hill, aktor - 21 kwietnia – Aleksander Lenkow, aktor - 21 kwietnia – Arlene McQuade, aktorka - 21 kwietnia – Ramón Pons, aktor - 23 kwietnia – Michael Glawogger, reżyser - 24 kwietnia – Ricardo Bauleo, aktor - 24 kwietnia – Michel Lang, reżyser - 24 kwietnia – Tadeusz Różewicz, poeta/scenarzysta - 26 kwietnia – Antonio Pica, aktor - 27 kwietnia – Rakesh Deewana, aktor - 27 kwietnia – Andréa Parisy, aktorka - 28 kwietnia – Pedro Cunha, aktor - 28 kwietnia – Amaka Igwe, aktorka - 29 kwietnia – Iveta Bartošová, piosenkarka/aktorka - 29 kwietnia – Krystyna Bobrowska, teatrolog - 29 kwietnia – Bob Hoskins, aktor - 29 kwietnia – Norma Pons, aktorka |

### maj / czerwiec
| - maj - - 1 maja – Asi Dajan, reżyser/aktor/scenarzysta - 1 maja – Heinz Schenk, aktor/komik - 1 maja – Tomasz Samul, kierownik produkcji/aktor - 1 maja – Howard Smith, producent/reżyser/aktor - 1 maja – Nanni Fabbri, reżyser - 1 maja – Eli Woods, aktor - 1 maja – Kōji Yada, aktor - 2 maja – Efrem Zimbalist Jr., aktor - 3 maja – Leslie Carlson, aktor - 3 maja – Bořivoj Srba, reżyser - 4 maja – Tatjana Samojłowa, aktorka - 5 maja – Jean Gaven, aktor - 5 maja – Jackie Lynn Taylor, aktorka - 6 maja – William Olvis, kompozytor - 6 maja – Aziz Sattar, aktor - 7 maja – Mahmud al-Sawalka, aktor - 7 maja – Tony Genaro, aktor - 8 maja – Maria Białobrzeska, aktorka - 11 maja – Margareta Pogonat, aktorka - 12 maja – Svetlana Grigoryan, aktorka - 12 maja – Sarat Pujari, aktor - 12 maja – Hans Rudolf Giger, twórca obcego - 12 maja – Cornell Borchers, aktorka - 13 maja – Malik Bendjelloul, reżyser - 15 maja – Jay Carr, krytyk filmowy - 15 maja – Charlotte Nolan, aktorka - 15 maja – Noribumi Suzuki, reżyser - 15 maja – Rolf Boysen, aktor - 16 maja – Marek Nowakowski, scenarzysta/aktor - 17 maja – Hussein El-Imam, aktor - 17 maja – Hansjürgen Pohland, reżyser/producent - 18 maja – Jerry Vale, aktor - 18 maja – Manfred Paethe, aktor - 18 maja – Gordon Willis, operator filmowy - 19 maja – Peter Curtin, aktor - 19 maja – Mario Missiroli, reżyser - 19 maja – Antanas Šurna, aktor - 19 maja – Wolfgang Bartsch, reżyser - 22 maja – Sergio de Bustamante, aktor - 22 maja – Digne Meller Marcovicz, dokumentarzystka - 23 maja – Nikołaj Pastukow, aktor - 24 maja – Klaus Herm, aktor - 25 maja – Herb Jeffries, aktor - 25 maja – Bunny Yeager, aktorka - 25 maja – Matthew Cowles, aktor - 27 maja – Helma Sanders-Brahms, reżyser/scenarzystka - 28 maja – Maya Angelou, aktorka - 29 maja – Karlheinz Böhm, aktor - 30 maja – Ludmiła Makarowa, aktorka - 30 maja – Joan Lorring, aktorka - 30 maja – Hanna Maron, aktorka - 30 maja – Henning Carlsen, reżyser/producent | - czerwiec - - 1 czerwca – Ann B. Davis, aktorka - 1 czerwca – Joseph Olita, aktor - 1 czerwca – Karlheinz Hackl, aktor/reżyser - 3 czerwca – Virginia Luque, aktorka - 4 czerwca – Cliff Severn, aktor - 5 czerwca – Uwe Paulsen, aktor - 7 czerwca – Jacques Herlin, aktor - 8 czerwca – Veronica Lazăr, aktorka - 9 czerwca – Rik Mayall, aktor - 11 czerwca – Ruby Dee, aktor - 11 czerwca – Gilles Ségal, aktor - 12 czerwca – Carla Laemmle, aktorka - 12 czerwca – Jimmy Scott, aktor - 14 czerwca – Sam Kelly, aktor - 15 czerwca – Andrzej Hudziak, aktor - 15 czerwca – Casey Kasem, aktor dubbingowy - 15 czerwca – Francis Matthews, aktor - 15 czerwca – Nick Nostro, reżyser - 17 czerwca – Johannes Thanheiser, aktor - 23 czerwca – Małgorzata Braunek, aktorka - 24 czerwca – Eli Wallach, aktor - 27 czerwca – Bobby Womack, aktor - 30 czerwca – Paul Mazursky, reżyser/aktor |

### lipiec / sierpień
| - lipiec - - 4 lipca – Giorgio Faletti, aktor - 5 lipca – Noel Black, reżyser/producent - 5 lipca – Stefan Burczyk, aktor - 5 lipca – Rosemary Murphy, aktorka - 6 lipca – Dave Bickers, kaskader - 6 lipca – Dave Legeno, aktor - 7 lipca – Horst Bollmann, aktor - 7 lipca – Philip Hurlic, aktor - 7 lipca – Dick Jones, aktor - 7 lipca – Bora Todorović, aktor - 10 lipca – Zohra Sehgal, aktor - 11 lipca – Ray Lonnen, aktor - 13 lipca – Gert Voss, aktor - 14 lipca – Tom Rolf, montażysta - 16 lipca – Hans Funck, montażysta - 16 lipca – Szymon Szurmiej, aktor - 16 lipca – Manfred Wekwerth, reżyser - 17 lipca – Elaine Stritch, aktorka - 17 lipca – John Walton, aktor - 18 lipca – Dietmar Schönherr, aktor - 19 lipca – John Fasano, scenarzysta - 19 lipca – James Garner, aktor - 19 lipca – Peter Marquardt, aktor - 19 lipca – Skye McCole Bartusiak, aktorka - 20 lipca – Álex Angulo, aktor - 20 lipca – Panna Rittikrai, aktor/reżyser - 22 lipca – Garry Goodrow, aktor - 23 lipca – Dora Bryan, aktorka - 24 lipca – Bakary Diallo, reżyser - 24 lipca – Lorenzo Mbiahou, kamerzysta - 28 lipca – Philipp Brammer, aktor - 28 lipca – Yvette Lebon, aktorka - 28 lipca – James Shigeta, aktor - 29 lipca – Karel Dirka, producent - 30 lipca – Harun Farocki, reżyser/scenarzysta - 30 lipca – Dennis Lipscomb, aktor - 30 lipca – Dick Smith, charakteryzator - 31 lipca – Johannes Grossmann, aktor - 31 lipca – Kenny Ireland, aktor | - sierpień - - 1 sierpnia – Jürgen Degenhardt, aktor - 2 sierpnia – Umran Ertok, aktor - 4 sierpnia – Walter Massey, aktorka - 5 sierpnia – Marilyn Burns, aktorka - 5 sierpnia – Hannelore Wüst, aktorka - 8 sierpnia – Menahem Golan, reżyser - 8 sierpnia – Danny Murphy, aktor - 8 sierpnia – James Murphy, aktor - 8 sierpnia – Charles Keating, aktor - 9 sierpnia – Jerome Ehlers, aktor - 9 sierpnia – James Freeman, aktor - 9 sierpnia – Ed Nelson, aktor - 10 sierpnia – Günter Junghans, aktor - 11 sierpnia – Joe Viskocil, efekty specjalne - 11 sierpnia – Robin Williams, aktor - 12 sierpnia – Lauren Bacall, aktorka - 12 sierpnia – Arlene Martel, aktorka - 14 sierpnia – Stephen Lee, aktor - 15 sierpnia – Hannes Hüttner, scenarzystka - 18 sierpnia – Don Pardo, aktor - 18 sierpnia – Tom Pevsner, reżyser - 19 sierpnia – Brian Hutton, aktor/reżyser - 20 sierpnia – Gert Schaefer, aktor - 22 sierpnia – Thomas Hailer, aktor - 22 sierpnia – Florian Flicker, reżyser - 23 sierpnia – Philippine de Rothschild, aktorka - 24 sierpnia – Richard Attenborough, reżyser - 25 sierpnia – John Brandon, aktor - 25 sierpnia – William Greaves, reżyser - 25 sierpnia – Grażyna Korsakow, aktorka - 25 sierpnia – Achim Hübner, aktor/reżyser - 27 sierpnia – Sława Kwaśniewska, aktorka - 27 sierpnia – Pedro Pubill Calaf, aktor - 27 sierpnia – Walery Petrow, scenarzysta - 28 sierpnia – Bill Kerr, aktor - 29 sierpnia – Henryk Ryszka, reżyser - 30 sierpnia – Andrew V. McLaglen, aktor |

### wrzesień / październik
| - wrzesień - - 1 września – Gottfried John, aktor - 2 września – Ute Boy, aktorka - 2 września – Marina von Ditmar, aktorka - 4 września – Joan Rivers, aktorka - 4 września – Wanda Bajerówna, aktorka - 4 września – Donatas Banionis, aktorka - 5 września – Karel Cerný, scenograf - 5 września – Ruth Kappelsberger, aktorka - 6 września – Molly Glynn, aktorka - 6 września – Stefan Gierasch, aktor - 7 września – Don Keefer, aktor - 7 września – Yoshiko Yamaguchi, aktorka - 8 września – Jane Baker, scenarzystka - 9 września – Howell Evans, aktor - 9 września – Denny Miller, aktor - 10 września – Richard Kiel, aktor - 11 września – Mirko Ellis, aktor - 11 września – Joachim Fuchsberger, aktor - 11 września – Donald Sinden, aktor - 12 września – John Bardon, aktor - 12 września – Theodore Flicker, reżyser/scenarzysta - 14 września – Assheton Gorton, aktor - 14 września – Angus Lennie, aktor - 15 września – Giuliana Berlinguer, reżyser - 16 września – Buster Jones, aktor - 16 września – Franziska Kohlund, aktorka - 17 września – China Zorrilla, aktorka - 19 września – Guntram Brattia, aktorka - 19 września – Peggy Drake, aktorka - 19 września – Audrey Long, aktorka - 20 września – Polly Bergen, aktorka - 20 września – Eric Lynch, aktor - 20 września – George Sluizer, producent - 22 września – Sammy Labella, aktorka - 26 września – Jim Boeke, aktor - 26 września – Sam Hall, scenarzysta - 26 września – Michael McCarty, aktor - 27 września – Maggy Domschke, aktorka - 27 września – Sarah Danielle Madison, aktorka - 30 września – Ralph Cosham, aktor - 30 września – Élina Labourdette, aktorka | - październik - 2 października – Carlos Lopez, aktor - 2 października – Pedro Peña, aktor - 3 października – Peer Augustinski, aktor - 4 października – Michael Goldberg, scenarzysta - 4 października – Hugo Carvana, aktor/reżyser - 4 października – Rodrigo Menezes, aktor - 4 października – Joan Molina, aktor - 5 października – Anna Maria Gherardi, aktorka - 5 października – Geoffrey Holder, aktor - 5 października – Ike Jones, aktor - 5 października – Jurij Lubimow, aktor/reżyser - 5 października – Anna Przybylska, aktorka - 5 października – Misty Upham, aktor - 6 października – Diane Nyland, aktorka/reżyserka - 6 października – Marian Seldes, aktorka - 7 października – Walter Bockmayer, reżyser - 7 października – Federico Boido, aktor - 7 października – Nando Orfei, aktor - 7 października – Iva Withers, aktorka - 9 października – Boris Buzančić, aktor - 9 października – Jan Hooks, aktorka - 9 października – Victor Winding, aktor - 10 października – Pavel Landovský, aktor - 13 października – Jess Ingerslev, aktor - 13 października – Elizabeth Norment, aktorka - 13 października – Gabrielle Reidy, aktorka - 14 października – Elizabeth Peña, aktorka/reżyserka - 15 października – Marie Dubois, aktorka - 16 października – Sumi Haru, aktorka - 19 października – Lynda Bellingham, aktorka - 19 października – Gerard Parkes, aktor - 20 października – Ox Baker, aktor - 20 października – L.M. Kit Carson, aktor/reżyser - 20 października – Ursula Lingen, aktorka - 21 października – Lilli Carati, aktorka - 23 października – Brygida Frosztęga-Kmiecik, reżyser/scenarzystka - 24 października – Ted Beniades, aktor - 24 października – Marcia Strassman, aktorka - 25 października – Hannelore Lübeck, aktorka - 26 października – Françoise Bertin, aktorka - 26 października – Michael Hawkins, aktor - 27 października – Daniel Boulanger, aktor - 28 października – Bohdan Borewicz, operator - 28 października – Eberhard Prüter, operator - 30 października – Renée Asherson, aktorka |

### listopad / grudzień
| - listopad - - 1 listopada – Donald Saddler, choreograf - 2 listopada – Christiane Minazzoli, aktorka - 3 listopada – Sadashiv Amrapurkar, aktorka - 4 listopada – Richard Schaal, aktor - 6 listopada – Thomas Kornack, aktor - 6 listopada – Carole Matthews, aktorka - 7 listopada – Zoltán Gera, aktor - 7 listopada – Ireneusz Karamon, aktor - 10 listopada – Steve Dodd, aktor - 10 listopada – Ernest Kinoy, scenarzysta - 10 listopada – Ken Takakura, aktor - 11 listopada – Zygmunt Sierakowski, aktor - 11 listopada – Norbert Skrovanek, reżyser - 11 listopada – Carol Ann Susi, aktorka - 12 listopada – Buddy Catlett, aktor - 12 listopada – Warren Clarke, aktor - 12 listopada – Richard Pasco, aktor - 12 listopada – Henryka Stankiewicz, aktorka - 14 listopada – Glen A. Larson, reżyser, producent - 14 listopada – James A. Lebenthal, reżyser, producent - 15 listopada – Lucien Clergue, filmowiec - 16 listopada – Charles Champlin, aktor - 17 listopada – Fred Personne, aktor - 19 listopada – Mike Nichols, aktor - 20 listopada – Nana Yuriko, reżyser - 22 listopada – Derek Deadman, aktor - 23 listopada – Iwona Kamińska, charakteryzatorka - 24 listopada – Tadeusz Kosarewicz, scenograf - 24 listopada – Emy Storm, aktorka - 25 listopada – Joanna Dunham, aktorka - 25 listopada – Sitara Devi, aktorka - 25 listopada – Joanna Dunham, aktorka - 25 listopada – Robert Herzl, aktor, reżyser - 25 listopada – Mieczysław Mękarski, producent - 26 listopada – Annemarie Düringer, aktorka - 26 listopada – Jeanette Georges Feghali, aktorka - 26 listopada – Johanna Thimig, aktorka - 26 listopada – Janusz Kubicki, aktor - 27 listopada – Stanisław Mikulski, aktor - 27 listopada – Frank Yablans, scenarzysta - 28 listopada – Roberto Gómez Bolaños, aktor - 29 listopada – Günter Bommert, aktor - 29 listopada – Andrzej Hołaj, aktor | - grudzień - - 2 grudnia – Gerry Fisher, operator filmowy - 2 grudnia – Bodo Fründt, krytyk filmowy - 2 grudnia – Jeff Truman, aktor - 3 grudnia – Giulio Questi, reżyser - 3 grudnia – Walter Reyno, aktor - 5 grudnia – Yashaw Adem, aktor - 5 grudnia – Manuel De Sica, kompozytor - 6 grudnia – Renato Mambora, aktor - 6 grudnia – Takao Saito, operator filmowy - 7 grudnia – Ruth Glöss, aktorka - 7 grudnia – Eddie Rouse, aktor - 8 grudnia – Jan Laskowski, operator filmowy, reżyser - 8 grudnia – Florian Liewehr, aktor - 8 grudnia – Stephanie Moseley, aktorka - 9 grudnia – Dorota Dąbrowska, scenograf - 9 grudnia – Mary Ann Mobley, aktorka - 10 grudnia – Ralph Giordano, reżyser - 11 grudnia – Tom Adams, aktor - 11 grudnia – Giorgio Ardisson, aktor - 11 grudnia – Robert Taylor, animator - 15 grudnia – Booth Colman, aktor - 17 grudnia – Heinz Fabian, aktor - 18 grudnia – Virna Lisi, aktorka - 19 grudnia – Arthur Gardner, aktor - 21 grudnia – Billie Whitelaw, aktorka - 22 grudnia – Christine Cavanaugh, aktorka - 22 grudnia – Vera Gebuhr, aktorka - 22 grudnia – Richard Graydon, kaskader - 22 grudnia – Joseph Sargent, aktor - 22 grudnia – Günter Wolf, aktor - 23 grudnia – Mike Elliott, aktor - 23 grudnia – Jeremy Lloyd, scenarzysta - 23 grudnia – Piotr Studziński, reżyser - 24 grudnia – Krzysztof Krauze, reżyser - 25 grudnia – Bernard Kay, aktor - 25 grudnia – David Ryall, aktor - 26 grudnia – Rhodes Reason, aktor - 27 grudnia – Bridget Turner, aktorka - 27 grudnia – Jan Grandys, scenograf - 28 grudnia – Frankie Randall, aktor - 29 grudnia – Zbigniew Pitera, krytyk filmowy - 30 grudnia – Yolande Donlan, aktorka - 30 grudnia – Patrick Gowers, kompozytor - 30 grudnia – Luise Rainer, aktorka - 31 grudnia – Edward Herrmann, aktor |